# 兰斯
兰斯（發音：[ʁɛ̃s] ⓘ）是法国东北部大东部大区马恩省的一个市镇，同时也是该省的一个副省会，下辖兰斯区；其市镇面积为46.9平方公里，2022年1月1日时人口数量为178,478人，是法国人口数量最多的非省会城市，人口数量超过马恩省省会香槟沙隆近4倍，在法国所有城市中排名第12位。
兰斯是法国艺术与历史之城，历史上共有33位法兰西国王在兰斯加冕，兰斯也由此被称为“王者之城”。兰斯在第一次世界大战期间受到严重破坏，战后重建工作中出现了大量的新型建设理念，使得兰斯成为法国现代城市规划当中的一个重要范例。兰斯也因香槟酒而闻名，市区南部的“兰斯山”是世界上主要的香槟葡萄园种植区。1991年，兰斯主教座堂及相邻的塔乌宫被列入《世界文化遗产》名录。兰斯現今已成為法国东北部的一座重要城市，是香槟地区的经济、文化、商业和科教中心，自2007年法国高速铁路东线建成后，从兰斯高铁站前往巴黎市区的最佳旅行时间仅需38分钟，兰斯成为由巴黎出发乘坐高速列车最快可以到达的城市，当地依托高铁出现了商务办公区及工业物流园等设施。

## 地名来源
“兰斯”一名来源于高卢时期在这一地区的雷米人（法語：Remès），其都城杜罗科托鲁姆在罗马人入侵后被称为“雷米人之城”，其拉丁语形式于公元314年首次出现。

## 历史

### 高卢时期

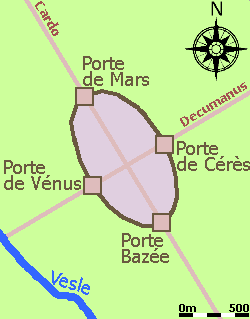
杜罗科托鲁姆示意图

兰斯地区最早的人类活动遗迹可追溯至新石器时期至前3千纪间，当地出土了的文物经过鉴定被认为属于骨灰瓮文化。公元前三世纪，高卢部落的雷米人开始在这一地区活动，其定都杜罗科托鲁姆，位于今兰斯西部大约15公里外的埃纳河畔，在现代行政区划中属于叙普河畔孔代的市镇范围。现存的资料对杜罗科托鲁姆的城市面貌缺乏详细记载，但根据一些史学家的推断，杜罗科托鲁姆在拉坦诺文化时期前后已发展成为一个面积超过500公顷的大型集镇，公元前80年左右，受到埃纳河洪水威胁的影响，杜罗科托鲁姆向南迁移至韦勒河附近，形成了现代兰斯城市的前身。

### 罗马时期
公元前1世纪中期，罗马人入主高卢，而来自北方的贝尔盖人则长期骚扰包括杜罗科托鲁姆在内的马恩河北岸地区，雷米人首长决定投诚罗马帝国，并派出信使与罗马人进行谈判。公元前51年，奥古斯都将杜罗科托鲁姆设为比利时高卢的首府，并使其成为了两条大道的交汇点，城市主轴线呈东南-西北走向，出现了四座对侧的城门，其中巴泽门与战神门连通东南和西北，可分别前往罗马和布洛涅，是帝国内一条重要的交通干线。约公元3世纪时，比利时高卢首府迁至特里尔，而思道则成为了兰斯教區的首任主教。公元4世纪末，随着西罗马帝国的衰落，日耳曼人、汪达尔人和匈人开始入侵这一地区。

### 中世纪

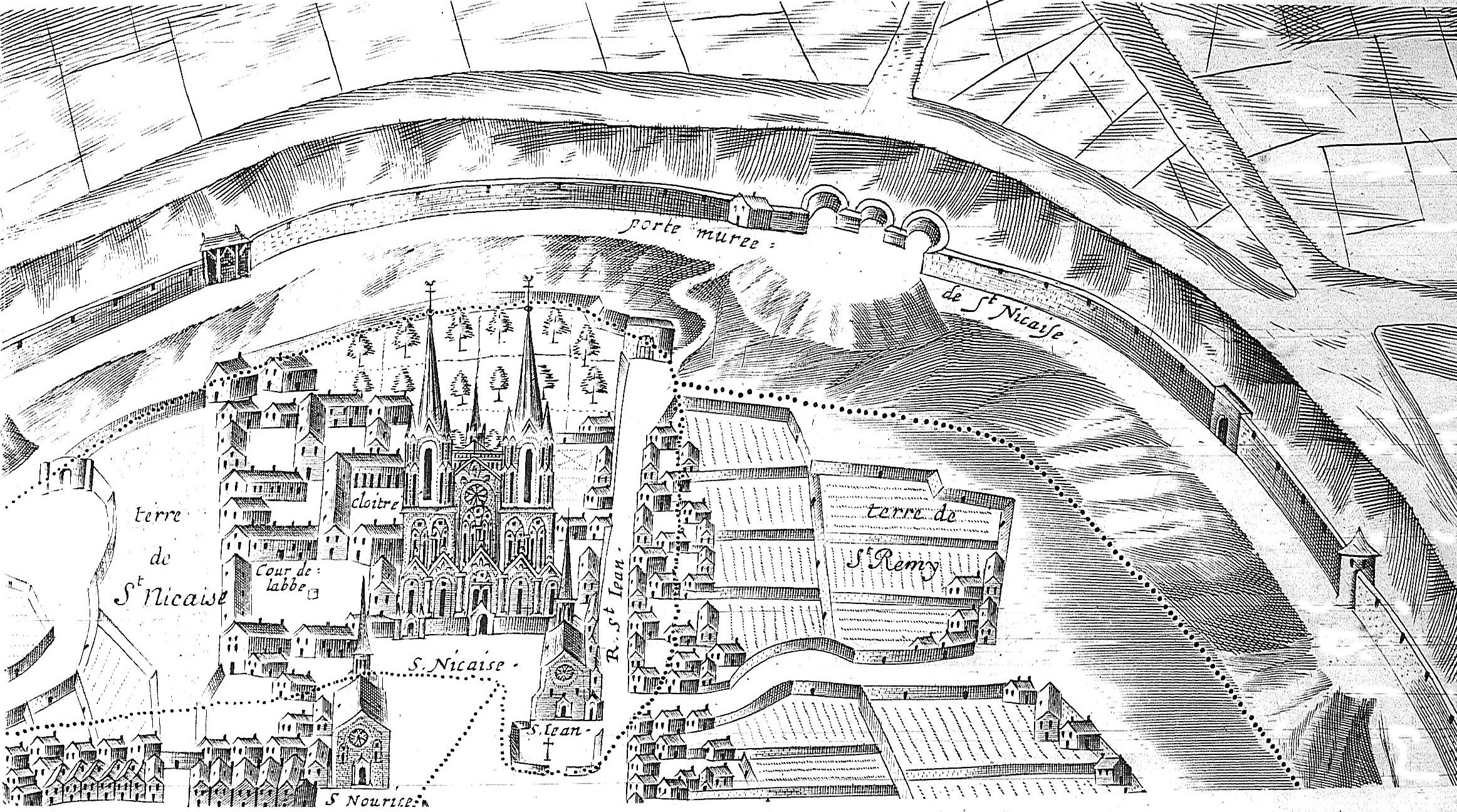
中世纪兰斯地图

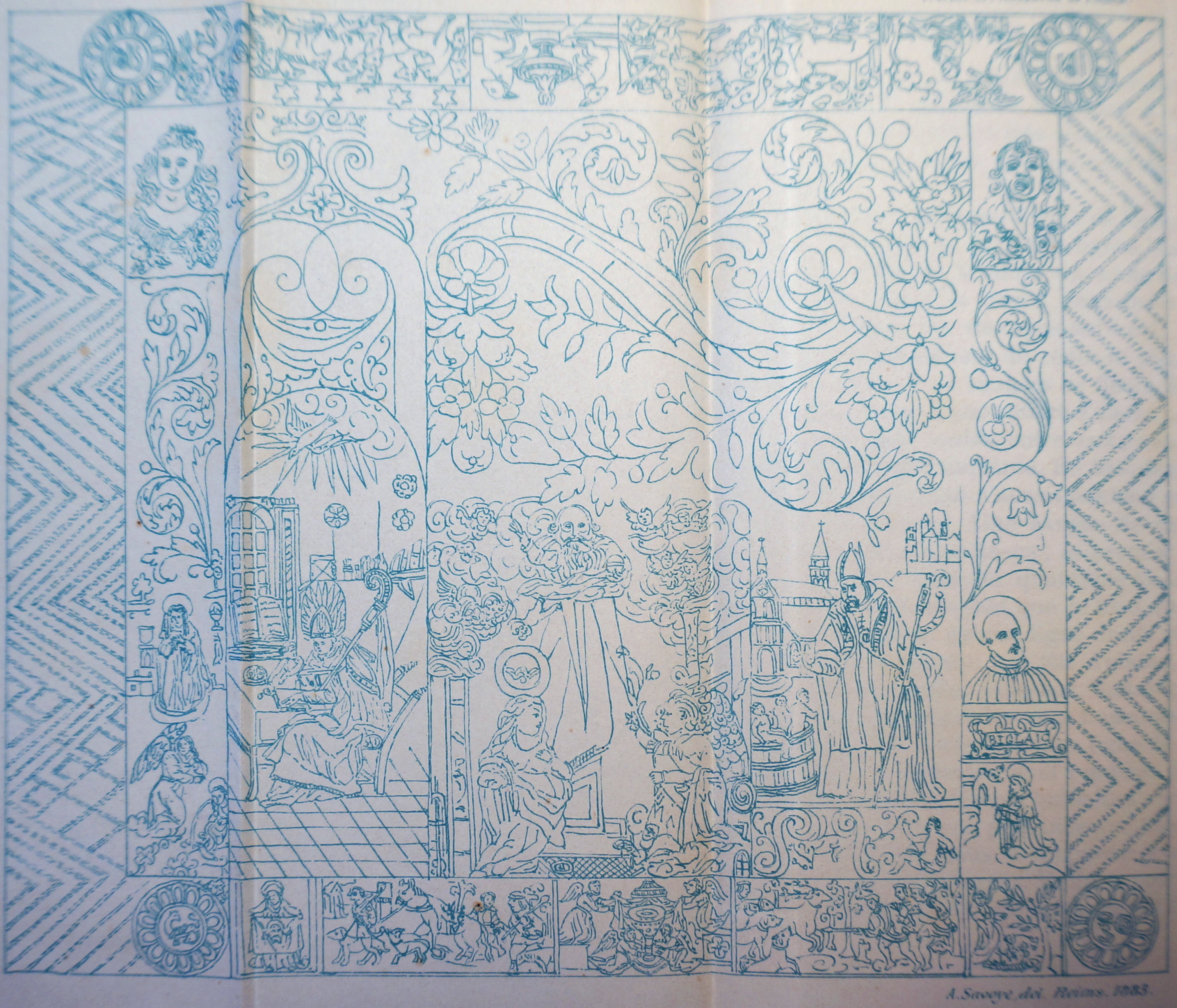
兰斯纺纱绘画

公元5世纪末，法兰克人入主这一地区，兰斯教區主教勒彌爵表示尊重法兰克领袖克洛维一世，并劝其皈依天主教，公元496年的圣诞节，克洛维一世在兰斯圣尼加雪堂进行了加冕，并被勒彌爵赐予了圣油瓶，而根据都爾的額我略的记载，当天还有超过3000名法兰克将士接受了天主教洗礼。
公元511年，克洛维一世去世，法兰克王国一分为四，其中兰斯成为奥斯特拉西亚王国的国都，由提乌德里克一世继承，并长期与纽斯特利亚对峙。719年苏瓦松战役后，查理·马特攻下兰斯，使其成为皇室领土。一些史学家认为，克洛维一世在加洛林王朝成立后依旧被普遍看作是民族传奇人物，而其加冕地兰斯也由逐渐成为圣地。804年，查理曼在兰斯会见了教宗良三世；公元816年，教宗斯德望四世在兰斯加冕虔诚者路易，使其成为首位在兰斯加冕的法兰西国王。在兰斯加冕也由此成为此后法兰西历代国王的一个传统，自虔诚者路易至查理十世，除亨利四世以外，所有法兰西国王均在兰斯主教座堂进行加冕，兰斯也因此被称为“王者之城”。841年，聖海倫納的圣髑被安置于兰斯附近的圣皮埃尔多维莱尔修道院中。846年，辛克馬爾主教主持修建了兰斯城内的第二个主教座堂，成为了兰斯主教座堂的前身。
公元10世纪初，维京人入侵法国北部地区，主教瑟尔夫主持在兰斯修建保护圣雷米修道院的城墙。公元11世纪后，尽管巴黎成为了法兰西王国的政治中心，但兰斯依旧为“加冕之城”。1143年，兰斯获得法兰西市镇宪章。13世纪时，兰斯开始出现集市和手工作坊，“兰斯纺纱”（toile de Reims）因做工精美而闻名受到了北欧诸多贵族的欢迎，一条连接兰斯和挪威的商路也在汉萨同盟的支持下开始形成。此外，宗教的兴盛也带动了当地建材业的发展，大量石器商和雕刻家聚集于此，兰斯城内街道两旁的建筑普遍出现宗教雕饰，战神门城堡成为了当地的标志性建筑。
英法百年战争爆发初期，兰斯出现了市政内阁，1369年，埃贝尔·科克莱（Herbert Coquelet）成为兰斯首任通过选举（贵族）而产生的市长。至14世纪末期，兰斯人口数量超过2万，城市已扩张至韦勒河右岸，并出现了两座跨河桥梁：弗里尚博（Frichambaut）和库尔斯朗西（Courcelancy）。

### 宗教战争与文艺复兴
在教宗保禄三世的支持下，洛林枢机于1548年创办了兰斯大学，开设神学、艺术、法律和医学四个专业。1608年，耶稣会也在兰斯开设讲堂。法国宗教战争期间，兰斯一度成为天主教联盟的重要根据地，洛林枢机路易和贵族安托万曾驻守于此，但兰斯最终被亨利四世及新教徒占领，包括战神门城堡在内的多处代表性天主教建筑被毁。
17世纪初，兰斯曾遭受黑死病疫情的袭击，造成经济停滞不前，至17世纪中后期，兰斯经济逐渐恢复，并开始出现了大批带有文艺复兴风格的建筑，其中塔乌宫和兰斯市政厅为这一时期的代表性建筑，而当地的贵族也纷纷仿效改建或装饰自己的宅邸。1754年，法国工程师让-加布里埃尔·勒让德尔受邀参与制定兰斯城市规划，并于1758年通过市政府批准，根据最终方案，兰斯老城保留了杜罗科托鲁姆时期形成的十字主干道及环城路，同时在大道交汇处新建了“皇家广场”（place Royale），而居民区则向东、南、西三个方向扩张。

### 法国大革命

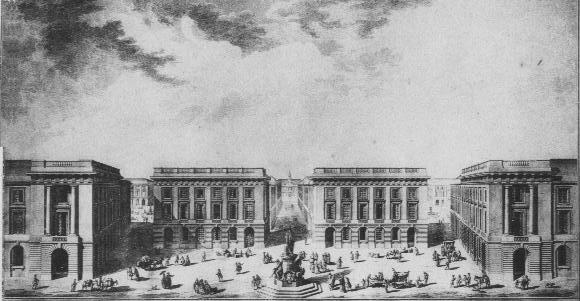
18世纪的兰斯市政厅

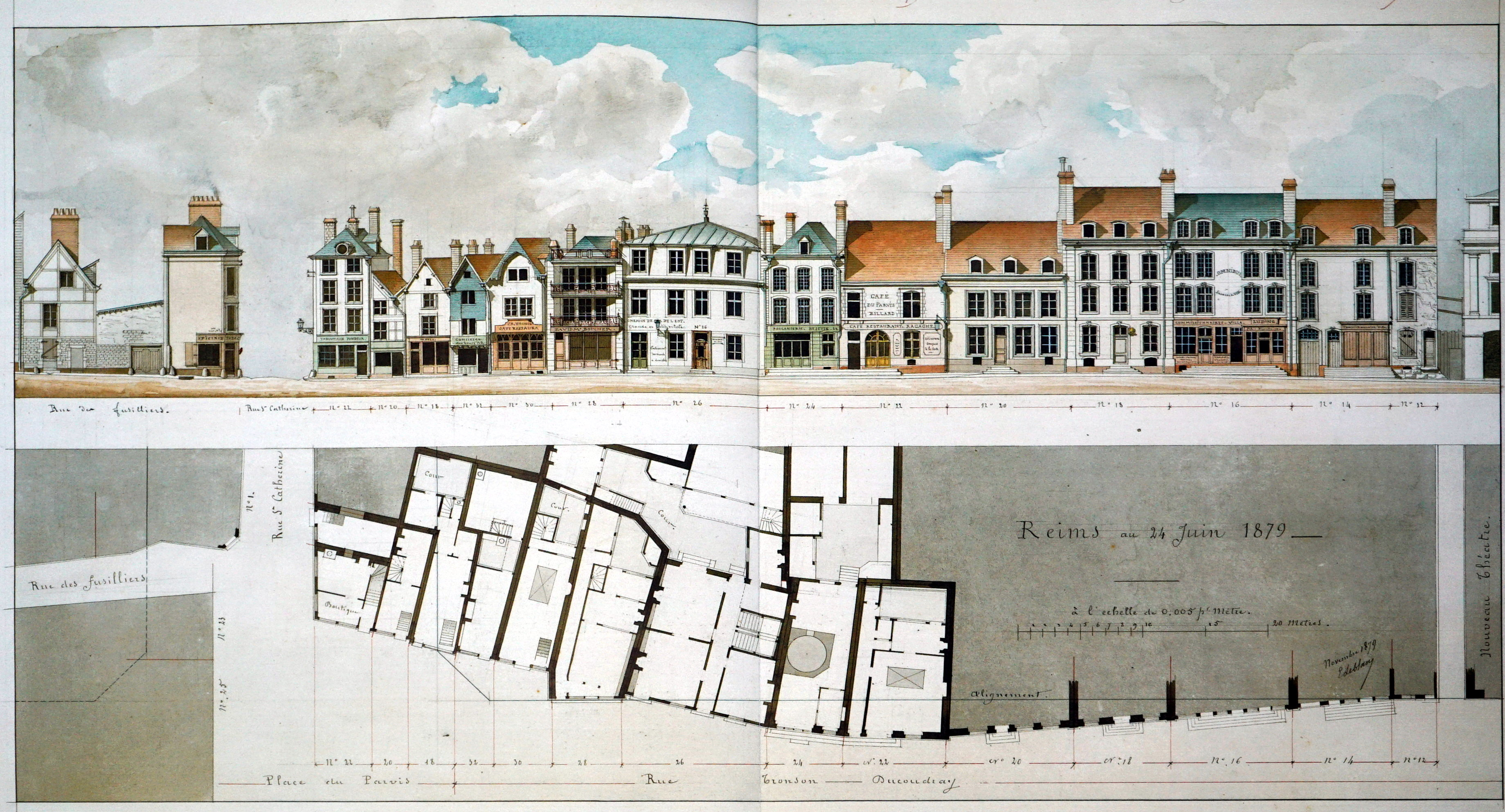
兰斯居民区建设图纸（1879年）

法国大革命期间，改革派占领了兰斯及主教座堂，圣油瓶及聖海倫納的圣髑被烧毁，一些宗教建筑被关闭或改为民居。兰斯所在的香槟中部地区改建成为马恩省，而改革派迫于兰斯特殊的宗教地位，仅将兰斯设为一个副省会，省政府则设在了人口只有兰斯五分之一的香槟沙隆，兰斯成为法国人口数量最多的非省会城市。

### 近代
19世纪，兰斯成为法国东北部的重要轻工业城市，其中纺织业为当地的支柱产业，在工业革命的推动下获得进一步的发展，并带动了相应的机械、化学等产业。英国企业家伊萨克·霍尔登和乔纳森·霍尔登于1853年在兰斯建立“英格兰木梳厂”，为当地提供了1,200个就业岗位。1854年，东部铁路公司建成了连接兰斯的铁路线；1866年开通的埃纳河—马恩河运河沿韦勒河经过兰斯市区，连接了两大流域及工业区，成为法国北部重要的内河航线。此外，香槟酒的生产和贸易也使得兰斯获得的巨大的财富。兰斯人口数量由1800年的2万增长至1881年的9.3万。

### 现代

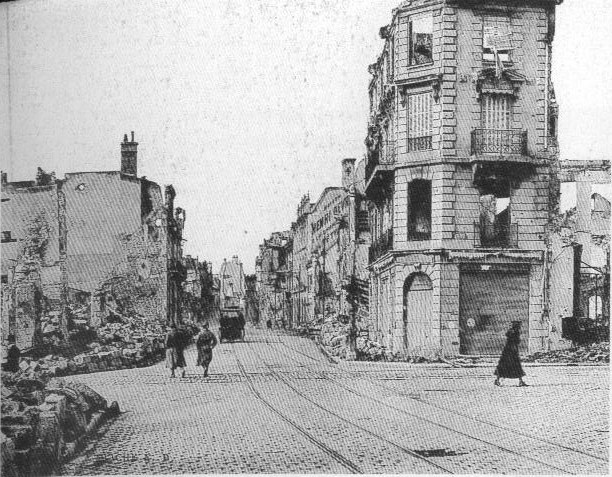
在第一次世界大战中被损毁的兰斯建筑

十九世纪末，大量军队驻扎于兰斯及周边地区，形成兰斯军区。第一次世界大战期间，作为军事重地的兰斯受到了大规模的轰炸，在第一次马恩河战役中，包括兰斯主教座堂在内的超过85%的建筑物被摧毁。在战后的重建规划中，兰斯政府曾对主教座堂有过三个方案：复原、新建或改为纪念碑，最终采用了大规模复原的方案，并由当地建筑师亨利·德纳主持重建工作，最终直到1938年才全部恢复原貌。除亨利·德纳外，还有数十名来自法国各地的建筑师参与了兰斯的战后重建工程设计，除了恢复原有的街道和建筑外，一些城市理念在重建中首次得到实践，如花园城市，而法国首个城市规划法规也在重建期间获得法国国会通过。
第二次世界大战期间，兰斯再次沦陷，直至1944年8月30日才获得解放。战后，德法两国握手言和，1962年7月8日，法国总统夏尔·戴高乐和德国总理康拉德·阿登纳在兰斯主教座堂前进行了会晤。1991年，兰斯主教座堂及塔乌宫被列入世界文化遗产。1996年9月21日，教宗若望保祿二世在兰斯主教座堂参加克洛维一世加冕1500周年纪念仪式。2007年6月10日，途径兰斯附近的法国高速铁路东线建成通车，由兰斯市中心前往巴黎东站的最佳运行时间缩短至45分钟。2011年4月18日，现代兰斯有轨电车建成运行。

## 地理

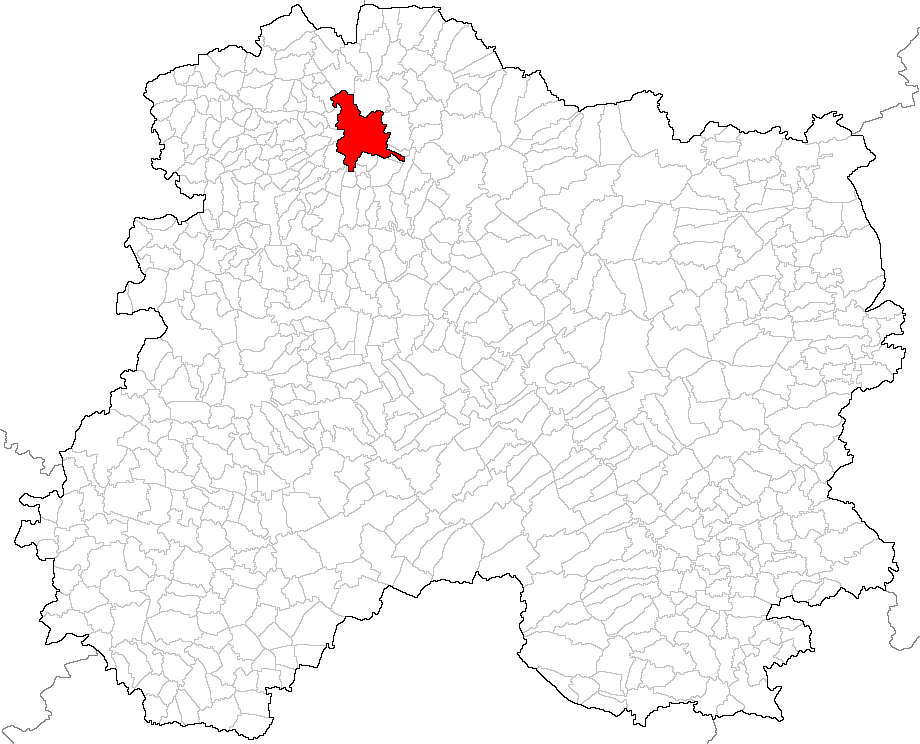
兰斯市镇在马恩省内的位置

兰斯位于法国东北部，大东部大区西部和马恩省西北部，距离法国首都巴黎、大区首府斯特拉斯堡及省会香槟沙隆的公路里程分别大约为143公里、351公里和45公里。与兰斯接壤的市镇包括：贝特尼、伯扎讷、塞尔奈莱兰斯、尚弗勒里、科尔蒙特勒伊、库尔西、皮雪、圣布里斯-库尔塞勒、圣莱奥纳尔、圣蒂耶里、泰西、坦克、特鲁瓦皮、维莱欧讷、维特里莱兰斯。

### 地形
兰斯位于巴黎盆地东北部边缘，市区地势平坦，周边有少量丘陵，全境海拔在74到137米之间。兰斯市区以南的丘陵地带被称为“兰斯山”，是世界上主要的香槟葡萄园种植区，同时也是一个现代的自然保护区。

### 水文
韦勒河流经境内，该河是塞纳河的支流，后者为法国五大河流之一。

### 气候
兰斯在柯本气候分类法中属于温带海洋性气候，冬季较为阴冷，降水分布均匀，偶尔受内陆气流影响而出现极端天气。
兰斯市区北部境内设有气象站，以下为该气象站的数据：
| 兰斯1930年－2019年       | 兰斯1930年－2019年 | 兰斯1930年－2019年 | 兰斯1930年－2019年 | 兰斯1930年－2019年 | 兰斯1930年－2019年 | 兰斯1930年－2019年 | 兰斯1930年－2019年 | 兰斯1930年－2019年 | 兰斯1930年－2019年 | 兰斯1930年－2019年 | 兰斯1930年－2019年 | 兰斯1930年－2019年 | 兰斯1930年－2019年 |
| 月份                     | 1月                | 2月                | 3月                | 4月                | 5月                | 6月                | 7月                | 8月                | 9月                | 10月               | 11月               | 12月               | 全年               |
| ------------------------ | ------------------ | ------------------ | ------------------ | ------------------ | ------------------ | ------------------ | ------------------ | ------------------ | ------------------ | ------------------ | ------------------ | ------------------ | ------------------ |
| 历史最高温 °C（°F）      | 20 (68)            | 22 (72)            | 23 (73)            | 27.8 (82.0)        | 31 (88)            | 36.7 (98.1)        | 36.3 (97.3)        | 39.3 (102.7)       | 33 (91)            | 27.5 (81.5)        | 20 (68)            | 16.6 (61.9)        | 39.3 (102.7)       |
| 平均高温 °C（°F）        | 5.6 (42.1)         | 7.1 (44.8)         | 11.3 (52.3)        | 14.7 (58.5)        | 18.7 (65.7)        | 21.8 (71.2)        | 24.6 (76.3)        | 24.3 (75.7)        | 20.3 (68.5)        | 15.5 (59.9)        | 9.6 (49.3)         | 6.1 (43.0)         | 15 (59)            |
| 日均气温 °C（°F）        | 2.9 (37.2)         | 3.5 (38.3)         | 6.8 (44.2)         | 9.4 (48.9)         | 13.4 (56.1)        | 16.3 (61.3)        | 18.8 (65.8)        | 18.5 (65.3)        | 14.9 (58.8)        | 11.2 (52.2)        | 6.4 (43.5)         | 3.7 (38.7)         | 10.5 (50.9)        |
| 平均低温 °C（°F）        | 0.4 (32.7)         | 0.3 (32.5)         | 2.6 (36.7)         | 4.2 (39.6)         | 8.2 (46.8)         | 10.9 (51.6)        | 12.9 (55.2)        | 12.6 (54.7)        | 9.8 (49.6)         | 7.3 (45.1)         | 3.6 (38.5)         | 1.3 (34.3)         | 6.2 (43.2)         |
| 历史最低温 °C（°F）      | −21.7 (−7.1)       | −19.7 (−3.5)       | −11.2 (11.8)       | −5.8 (21.6)        | −1 (30)            | −10 (14)           | 0 (32)             | 2.4 (36.3)         | −0.2 (31.6)        | −6.1 (21.0)        | −11.5 (11.3)       | −14.7 (5.5)        | −21.7 (−7.1)       |
| 平均降水量 mm（）        | 46.2 (1.82)        | 41 (1.6)           | 51.3 (2.02)        | 47.8 (1.88)        | 61.6 (2.43)        | 58.1 (2.29)        | 57.7 (2.27)        | 58.2 (2.29)        | 48.7 (1.92)        | 52.2 (2.06)        | 48.4 (1.91)        | 55.5 (2.19)        | 626.9 (24.68)      |
| 平均降水天数（≥ 1.0 mm） | 10.7               | 9.2                | 10.9               | 9.8                | 9.9                | 9.3                | 7.8                | 7.9                | 8.2                | 8.9                | 10.3               | 10.3               | 113.2              |
| 平均降雪天数             | 5.6                | 4.9                | 3.4                | 1.4                | 0.1                | 0.0                | 0.0                | 0.0                | 0.0                | 0.0                | 2.0                | 3.9                | 21.3               |
| 平均相對濕度（％）       | 88                 | 84                 | 80                 | 77                 | 78                 | 78                 | 76                 | 77                 | 81                 | 86                 | 88                 | 88                 | 81.8               |
| 月均日照時數             | 59.7               | 83.6               | 124.6              | 173                | 202.8              | 212.1              | 229.5              | 215.7              | 160.6              | 114.9              | 70.8               | 47.9               | 1,695.2            |
| 来源：infoclimat.fr      |                    |                    |                    |                    |                    |                    |                    |                    |                    |                    |                    |                    |                    |

## 行政区划
兰斯是法国大东部大区马恩省的一个市镇，编号为51454，它也是马恩省的一个副省会。兰斯下辖兰斯区，管理兰斯第一县、第二县、第三县和第四县，同时也是兰斯城市公共社区的办公驻地。
兰斯市镇被划为12个街区，并实行街区自治制度。
法国国家统计与经济研究所（简称）在进行数据统计时，将兰斯及相邻的另外6个市镇设为兰斯城市核心区，并将包括核心区在内的周边共230个市镇划为兰斯城市区。同时，还将兰斯市镇分为了85个“块区”（IRIS），以便于统计人口分布情况。
| 兰斯街区地图 | 兰斯街区地图 | 兰斯街区地图 | 兰斯街区地图        | 兰斯街区地图 | 兰斯街区地图 | 兰斯街区地图 |
| --- | ------------ | ------------ | ------------------- | ------------ | ------------ | ------------ |
| 兰斯市中心 拉讷维莱特- · 三泉 阿穆尔树林- · 巴黎门- · 库尔朗西 塞尔奈·雅曼- · 让·饶勒斯- · 埃皮内特 克莱尔马赖- · 夏尔·阿尔努 红十字架- · 上米里尼 米里尼 巴巴特尔- · 圣雷米-琉璃厂 莱昂·佐拉- · 讷沙泰勒- · 奥热瓦勒 白房- · 圣安娜- · 威尔逊 沙蒂永 绿道-欧罗巴 |              |              |                     |              |              |              |
| 街区名称* | 街区原名     | 面积 （k㎡） | 人口数量 （2013年） |              |              |              |
| 兰斯市中心 |              | 2.57         | 22,850              |              |              |              |
| 巴巴特尔- 圣雷米-琉璃厂 |              | 6.79         | 16,560              |              |              |              |
| 阿穆尔树林- 巴黎门-库尔朗西 |              | 2.68         | 9,266               |              |              |              |
| 塞尔奈·雅曼- 让·饶勒斯-埃皮内特 |              | 5.89         | 19,862              |              |              |              |
| 克莱尔马赖- 夏尔·阿尔努 |              | 3.32         | 17,570              |              |              |              |
| 沙蒂永 |              | 2.82         | 9,200               |              |              |              |
| 绿道-欧罗巴 |              | 7.42         | 17,280              |              |              |              |
| 红十字架- 上米里尼 |              | 2.34         | 37,046              |              |              |              |
| 拉讷维莱特- 三泉 |              | 5.25         | 6,332               |              |              |              |
| 莱昂·佐拉- 讷沙泰勒-奥热瓦勒 |              | 2.84         | 18,902              |              |              |              |
| 白房- 圣安娜-威尔逊 |              | 3.01         | 9,352               |              |              |              |
| 米里尼 |              | 3.08         | 11,220              |              |              |              |
| *中文名称非官方正式翻译，仅供参考 |              |              |                     |              |              |              |

## 交通

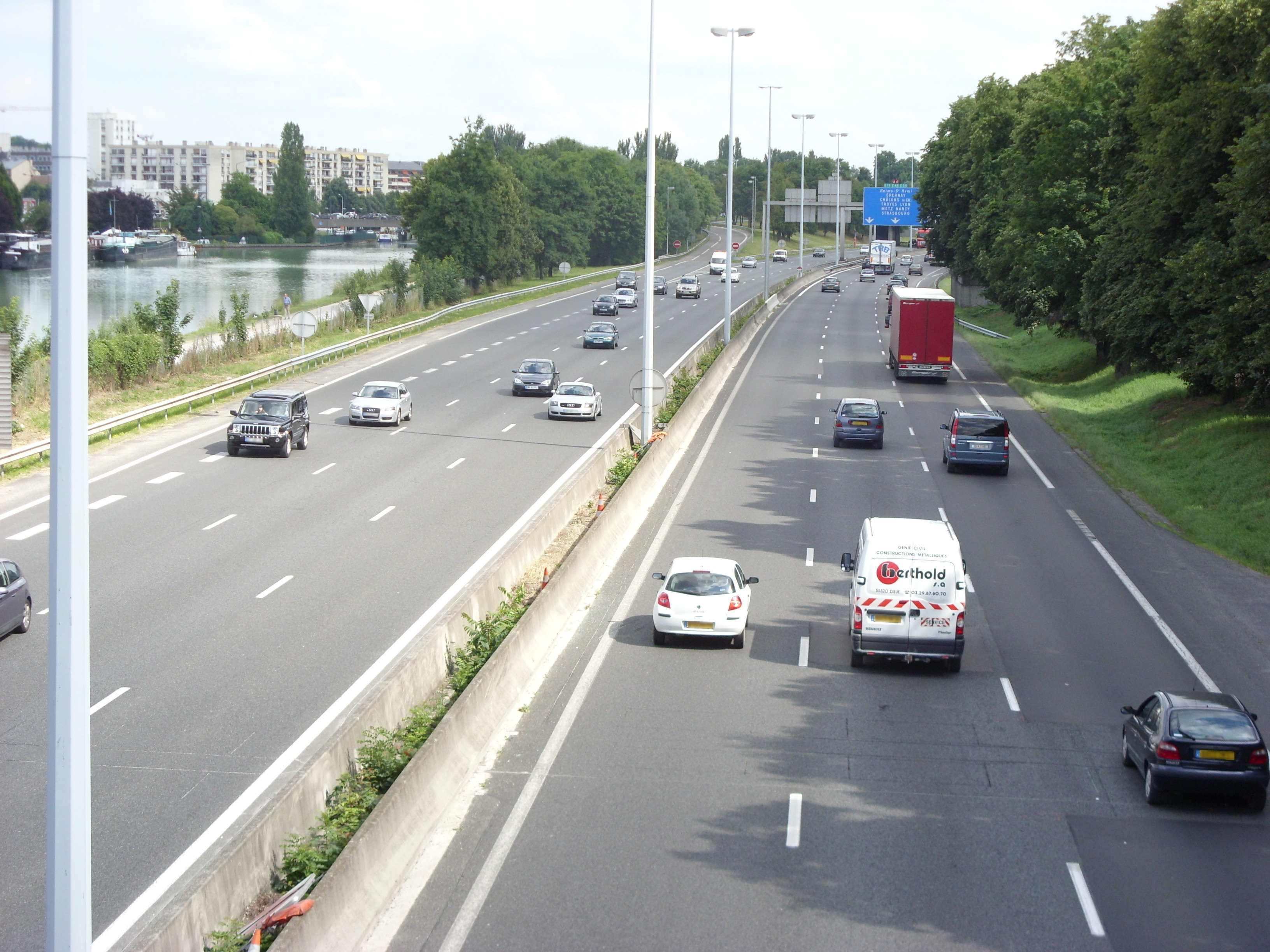
A344高速公路（原A4兰斯市区段）

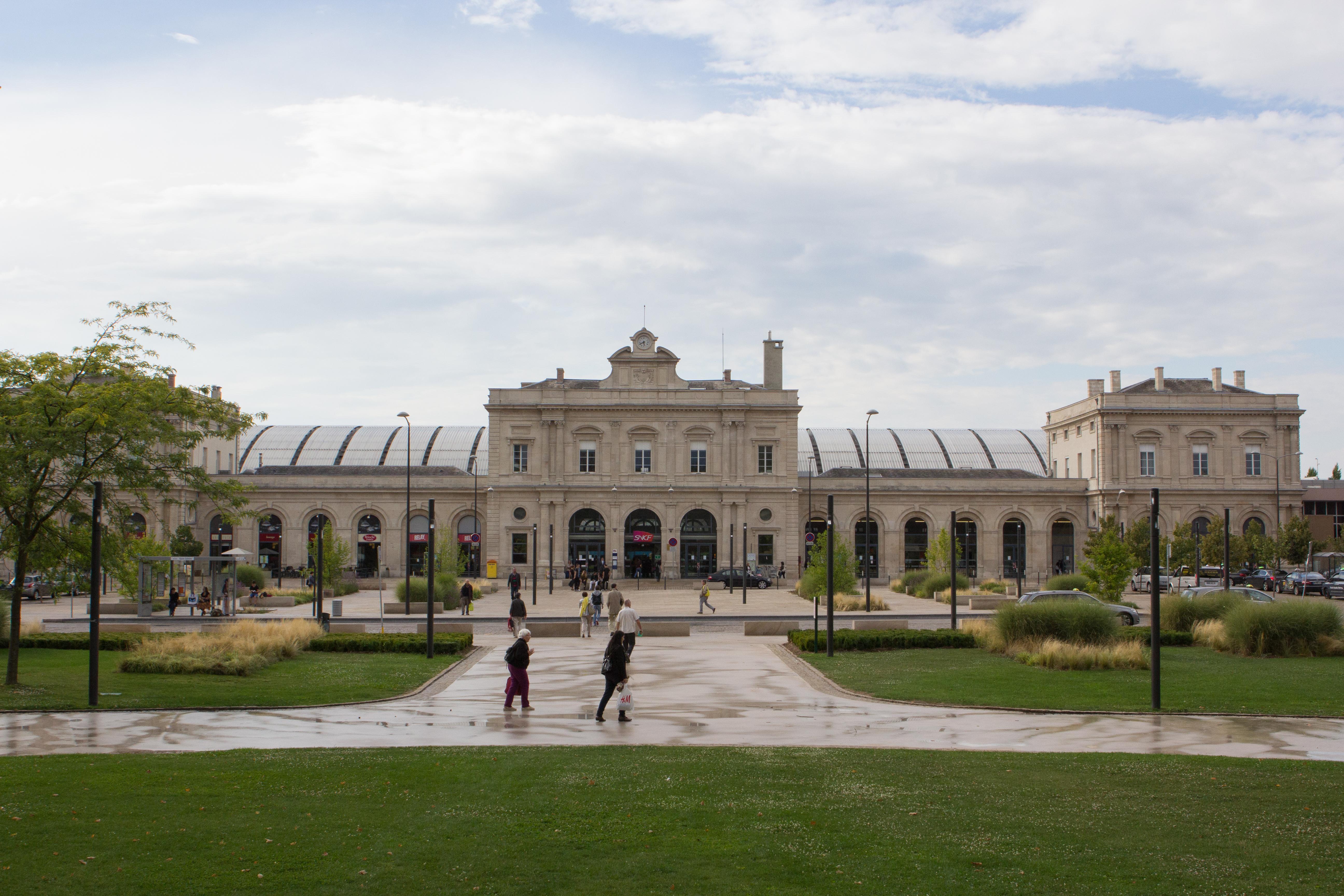
兰斯火车站

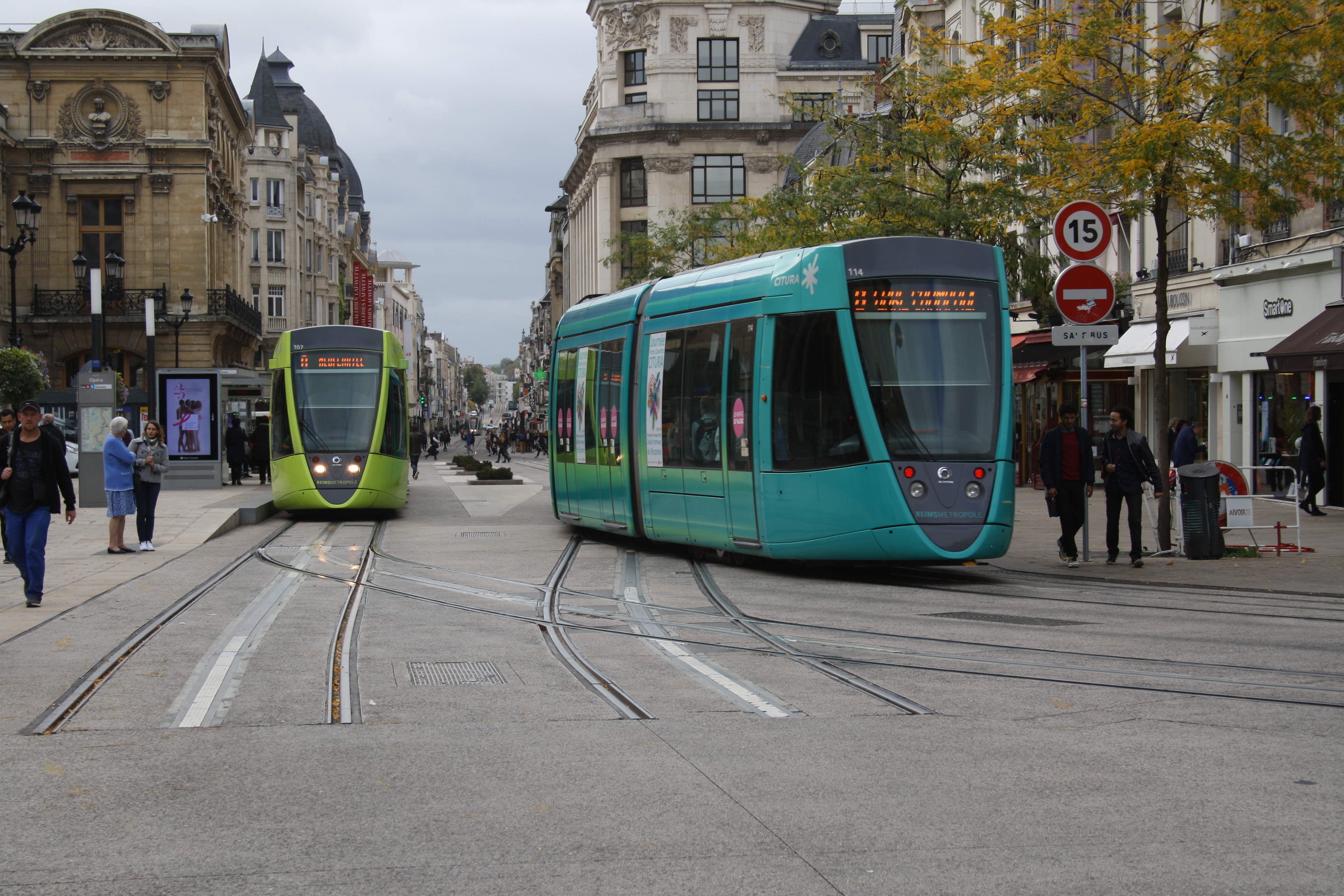
兰斯有轨电车

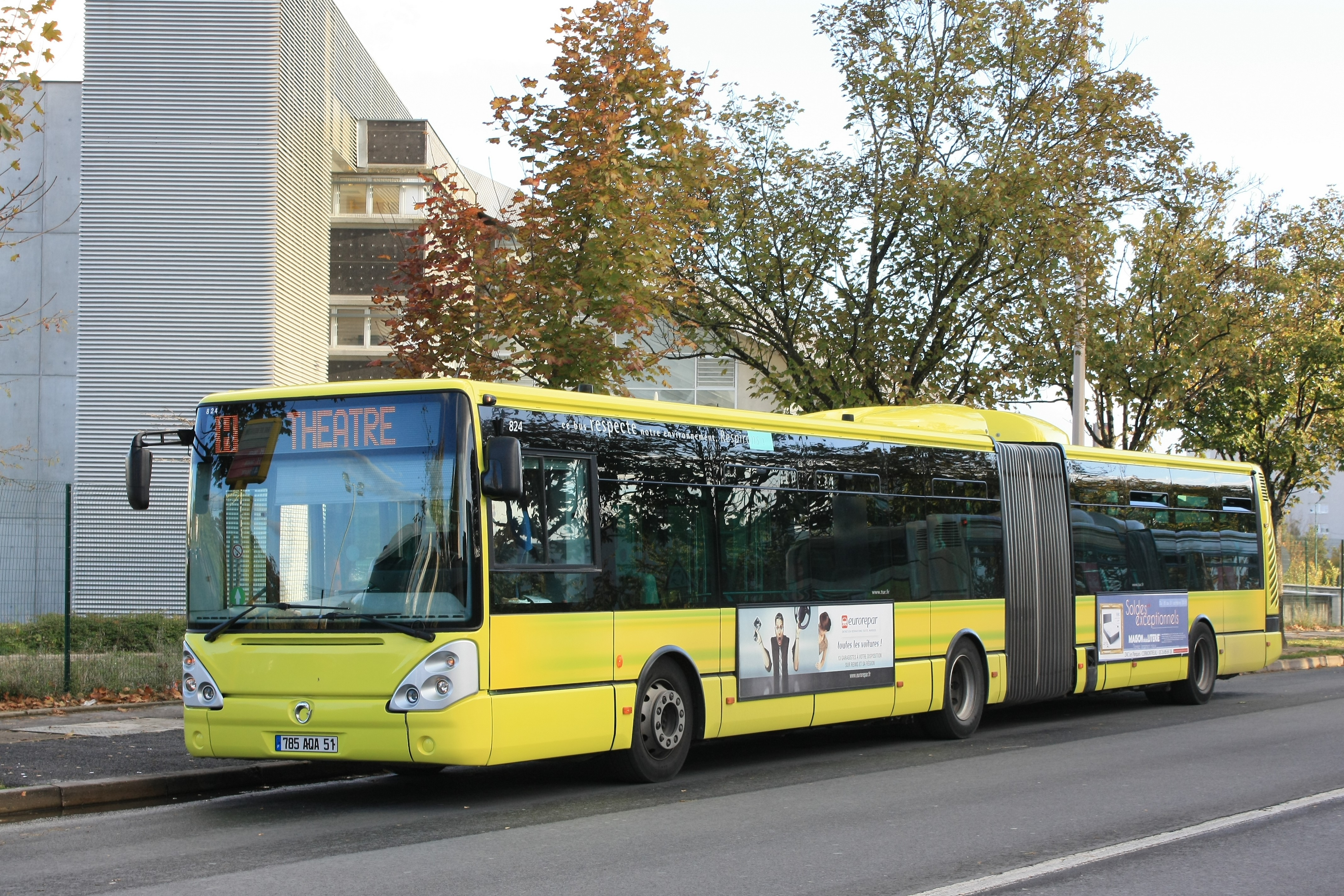
兰斯公交

### 公路
法国国家A4、A26和A34三条高速公路在兰斯附近交汇，其中A4高速公路兰斯外绕段已于2010年建成，其市区段则改建为限速90公里/小时的城市快速通道，此外多条马恩省省道在兰斯境内交汇。
大东部大区公共交通下属的C140线巴士可连接特鲁瓦，埃纳省城际客运则提供连接兰斯和苏瓦松之间的城际巴士。一些国际性的长途客运公司也提供途径兰斯的长途大巴车，可直达或通过联程中转前往法国及西欧各地。
2015年，64.1%的兰斯家庭拥有至少一辆的私人汽车；2016年，兰斯境内共发生各类交通事故267起，造成3人遇难，337人受伤。

### 铁路
兰斯是法国东北部的一个铁路枢纽，苏瓦松－日韦、埃佩尔奈－兰斯、兰斯－拉昂和香槟沙隆－兰斯四条铁路在此交汇，2007年开通的法国高速铁路东线经过兰斯市区南部并通过联络线与市区相连，兰斯由此成为了由巴黎出发旅行时间最短的外省城市。
兰斯火车站，又称“兰斯中央车站”（Gare de Reims-Centre），位于老城区西北，是兰斯市区内最主要的铁路车站，该站每天开行数班直达前往巴黎的高速列车，同时还开行前往沙勒维尔、菲姆、香槟沙隆、色当、肖蒙、拉昂、第戎、南锡、埃佩尔奈和兰斯高铁站方向的区域列车。在2011年以前，兰斯站停靠前往尼斯方向的“洛林蔚蓝月光号”列车（Train Lorazur）以及前往亚眠和梅斯方向的城际或区域列车，后均因上座率较低而停运。2018年，兰斯火车站累计发送旅客数量达364.3万人次，是法国铁路系统当中的a类车站。
香槟-阿登TGV站是兰斯的高铁站，位于兰斯市区以南的伯扎讷境内，故而又称“兰斯-伯扎讷火车站”（Gare de Reims-Bezanne），该站位于法国高速铁路东线的正线上，每天停靠前往巴黎、巴勒迪克、梅斯、卢森堡、斯特拉斯堡、波尔多、南特、雷恩、戴高乐机场及里尔等地的高速列车，并通过区域列车及兰斯有轨电车B线与市区相连。2018年，香槟-阿登TGV站累计发送旅客数量约97万人次，也是法国铁路系统当中的a类车站。
除此之外，兰斯市区内还有两个铁路乘降所：兰斯白房站和弗朗谢·德斯佩雷站，均位于埃佩尔奈－兰斯铁路线上，停靠由兰斯站出发前往埃佩尔奈及香槟-阿登TGV站方向的区域列车。

### 航空
距离兰斯最近的民用航空机场为沙隆-瓦特里机场（又称“巴黎-瓦特里机场”），距离兰斯市区约71公里，原为军事机场，自20世纪90年代起开行少量廉价民用航线，可前往非斯、马拉喀什和波尔图。此外，香槟-阿登TGV站停靠可直达巴黎戴高乐机场的高速列车，全程运行时间仅需半小时。

### 城市公共交通
兰斯城市公共交通（商业名称为，2011年以前称为）是兰斯地区的城市公共交通系统，由兰斯城市圈交通局负责管理和运行。截至2020年5月，该系统共包含2条有轨电车线路和23条公共汽车线路，同时还提供市区摆渡小巴及市郊定制公交线路服务，路网覆盖了兰斯市区的主要街道及周边主要市镇。
兰斯城市交通史上曾两度出现轨道交通设施：兰斯老式有轨电车曾于1881至1939年间在兰斯街头运行，后因第二次世界大战爆发及私人汽车的兴起而停运。现代兰斯有轨电车建设方案自20世纪末被提出，2008年7月开工，2011年4月建成运营，该有轨电车包含了两条线路，呈南北走向，纵贯兰斯老城区，在南端分别连接香槟-阿登TGV站和兰斯中心医院。其车辆为阿尔斯通Citadis特制版，车头造型取自香槟酒杯。

## 政治

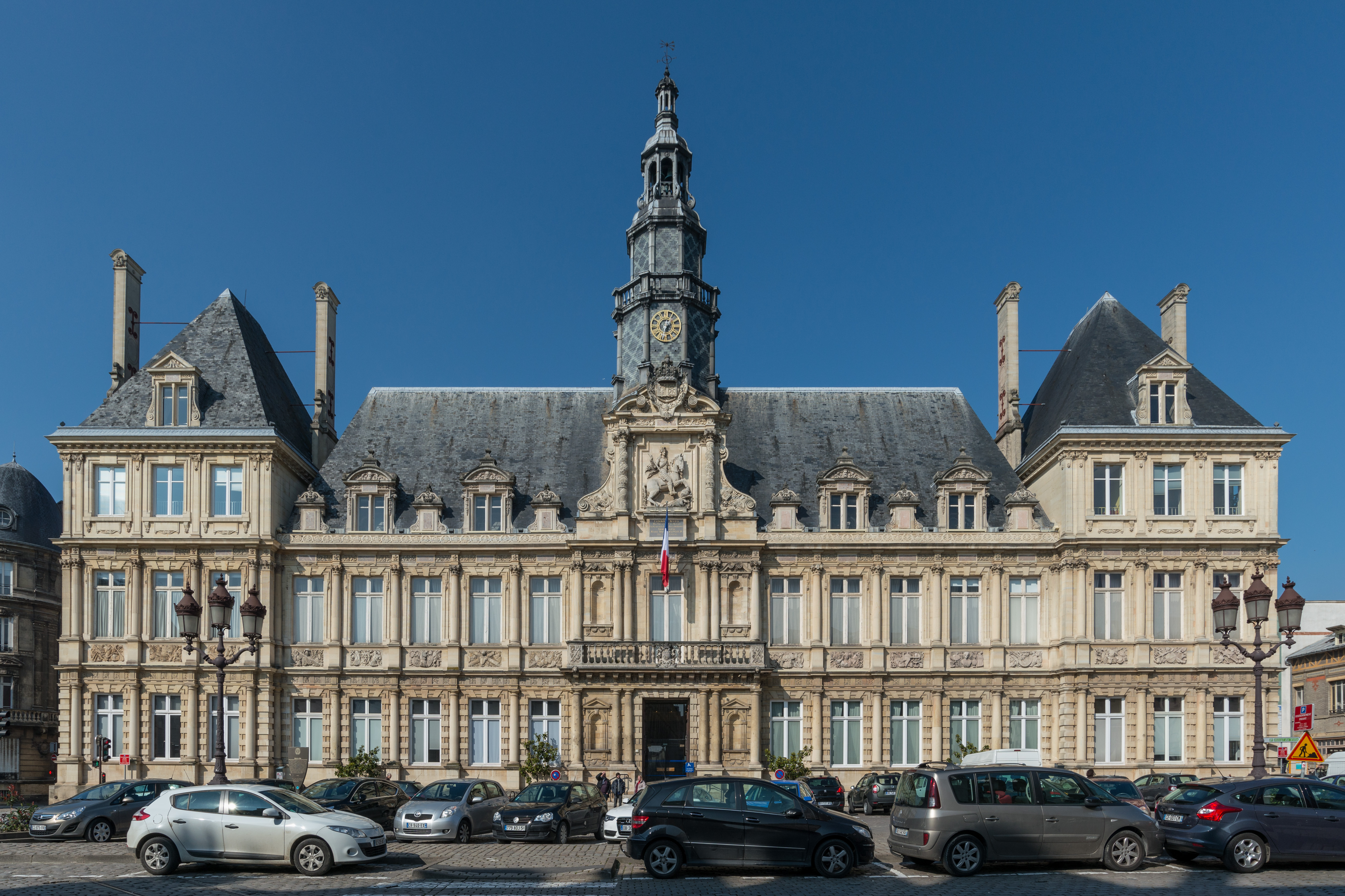
兰斯市政厅

兰斯的现任市长为阿尔诺·罗比内先生，为共和党的一名成员，他在2014年的市政选举中获得了46.2%的支持率，在2020年的市政选举中则获得了66.32%的支持率。
在2017年的法国总统大选中，法国第25任总统埃马纽埃尔·马克龙在兰斯获得了66.87%的支持率。
| 兰斯历届市长   |                |                                    |
| 任期           | 市长           | 党派                               |
| 1945年－1947年 | 米歇尔·西克尔  | PCF法国共产党                      |
| 1947年－1949年 | 阿尔贝·雷维尔  | RAD激进党                          |
| 1949年－1953年 | 罗热·雅代尔    | RAD激进党                          |
| 1953年－1957年 | 勒内·布里德    | MRP人民共和运动 →DVD右翼无党派人士 |
| 1957年－1959年 | 皮埃尔·施奈特  | MRP人民共和运动                    |
| 1959年－1977年 | 让·泰坦热      | UDR共和国保卫联盟                  |
| 1977年－1983年 | 克洛德·朗布兰  | PCF法国共产党                      |
| 1983年－1999年 | 让·法拉拉      | RPR保衛共和聯盟                    |
| 1999年－2008年 | 让-路易·施奈特 | UDF法国民主联盟 →DVD右翼无党派人士 |
| 2008年－2014年 | 阿德琳·阿藏    | PS社会党                           |
| 2014年－       | 阿尔诺·罗比内  | UMP人民运动联盟 →LR共和黨          |

## 人口
2017年，兰斯市镇人口数量为182,460，在法国排名第12位。其中男性86,611人，女性96,502人，75岁及以上人口占6.6%，外籍人口数量为15,493人，人口密度为3,890人/平方公里，当地居民被称为（男性）或（女性）。2018年，兰斯境内出生2,395人，死亡人口1,606人。
| 年份   | 1936    | 1946    | 1954    | 1962    | 1968    | 1975    | 1982    | 1990    | 1999    | 2006    | 2011    | 2016    | 2017    |
| ------ | ------- | ------- | ------- | ------- | ------- | ------- | ------- | ------- | ------- | ------- | ------- | ------- | ------- |
| 人口數 | 116,687 | 110,749 | 121,145 | 133,914 | 152,967 | 178,381 | 177,234 | 180,620 | 187,206 | 183,837 | 180,752 | 183,113 | 182,460 |

## 经济

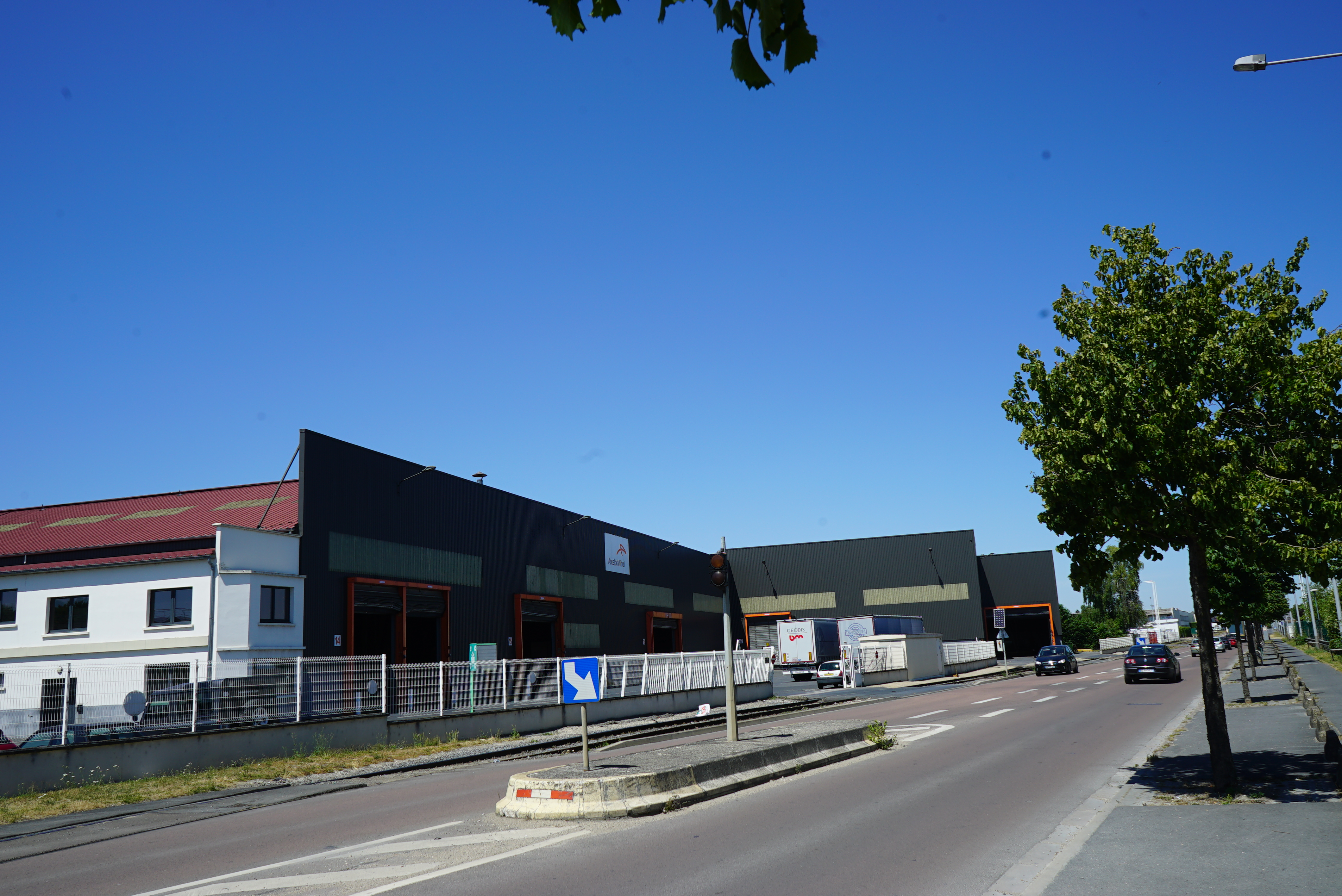
安賽樂米塔爾兰斯工厂

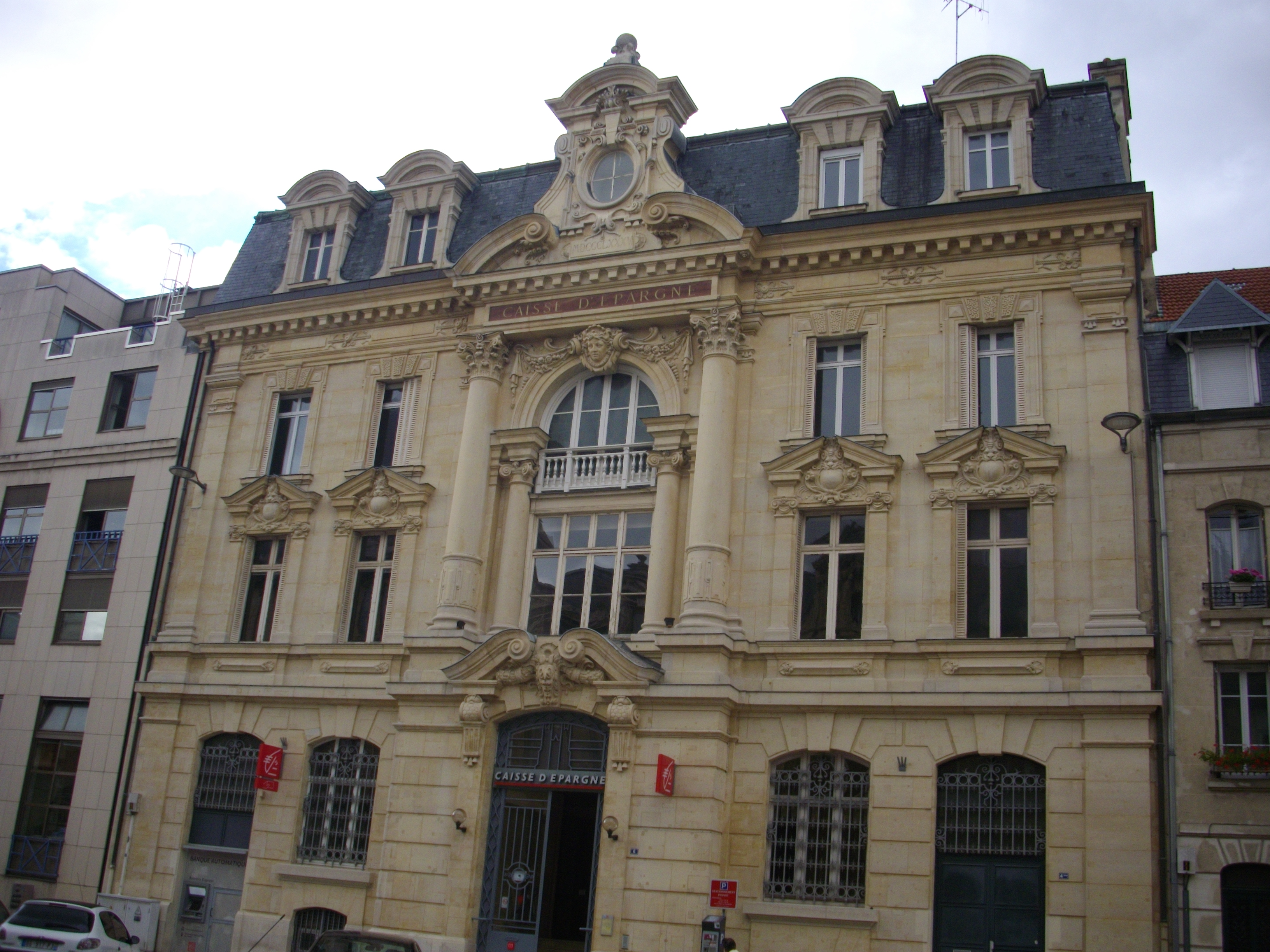
兰斯境内的一处银行

兰斯是香槟-阿登地区的经济、文化、科教和工商业中心，是法国东北部重要的区域性中心城市，当地的经济发展事物由兰斯城市公共社区负责。

### 产业结构
在第一产业方面，兰斯附近的农业土地大致分为经济作物区和葡萄园种植区两类：包括兰斯市区在内的北部地区主要为平原及浅丘地貌，是重要的经济类农作物种植区，香槟谷物集团维沃斯亚是当地重要的农产品企业，成立于2012年，总部位于兰斯，与超过1.2万名农业种植户存在合作关系；兰斯也因香槟酒而闻名，兰斯市区以南10公里外的丘陵地区被称为兰斯山，其中心地带以森林为主，而四周山峦地区则普遍为香槟葡萄种植园，而兰斯也由此成为重要的香槟酒贸易中心。
在第二产业方面，兰斯在工业革命时期为重要的轻工业城市，现代则包含了多个领域，其中食品加工、机械制造和玻璃生产是当地重要的工业支柱，市区东南部的“布朗丹十字架”开发区（ZA Croix-Blandin）集中了多个制造企业。
在第三产业方面，兰斯是重要的科教中心和旅游城市，市区及周边设有多个开放式大型商业街区。自2007年高铁开通以来，兰斯火车站附近及伯扎讷境内出现了多个办公中心。

### 财政收入
2018年，兰斯的财政收入总额为267,477,000欧元，财政支出总额为233,135,000欧元，当年的债务总额为272,640,000欧元。
2014年，兰斯的人均收入总额为2,527欧元，其中高职人员为4,353欧元，普通职员为1,849欧元。
2016年，兰斯境内的青壮年（15至64岁）失业率为19.4%，当地40.5%的家庭拥有纳税资格。

## 社会事务

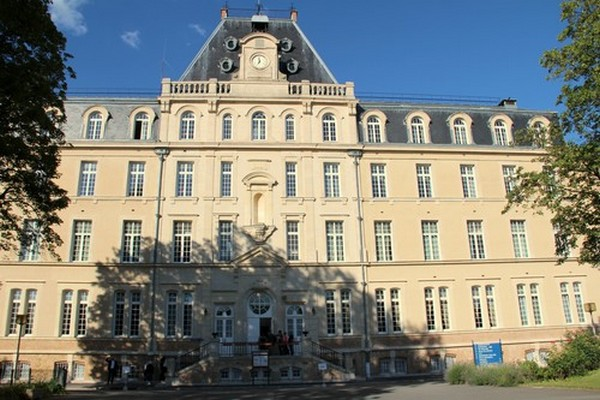
让·饶勒斯高级中学

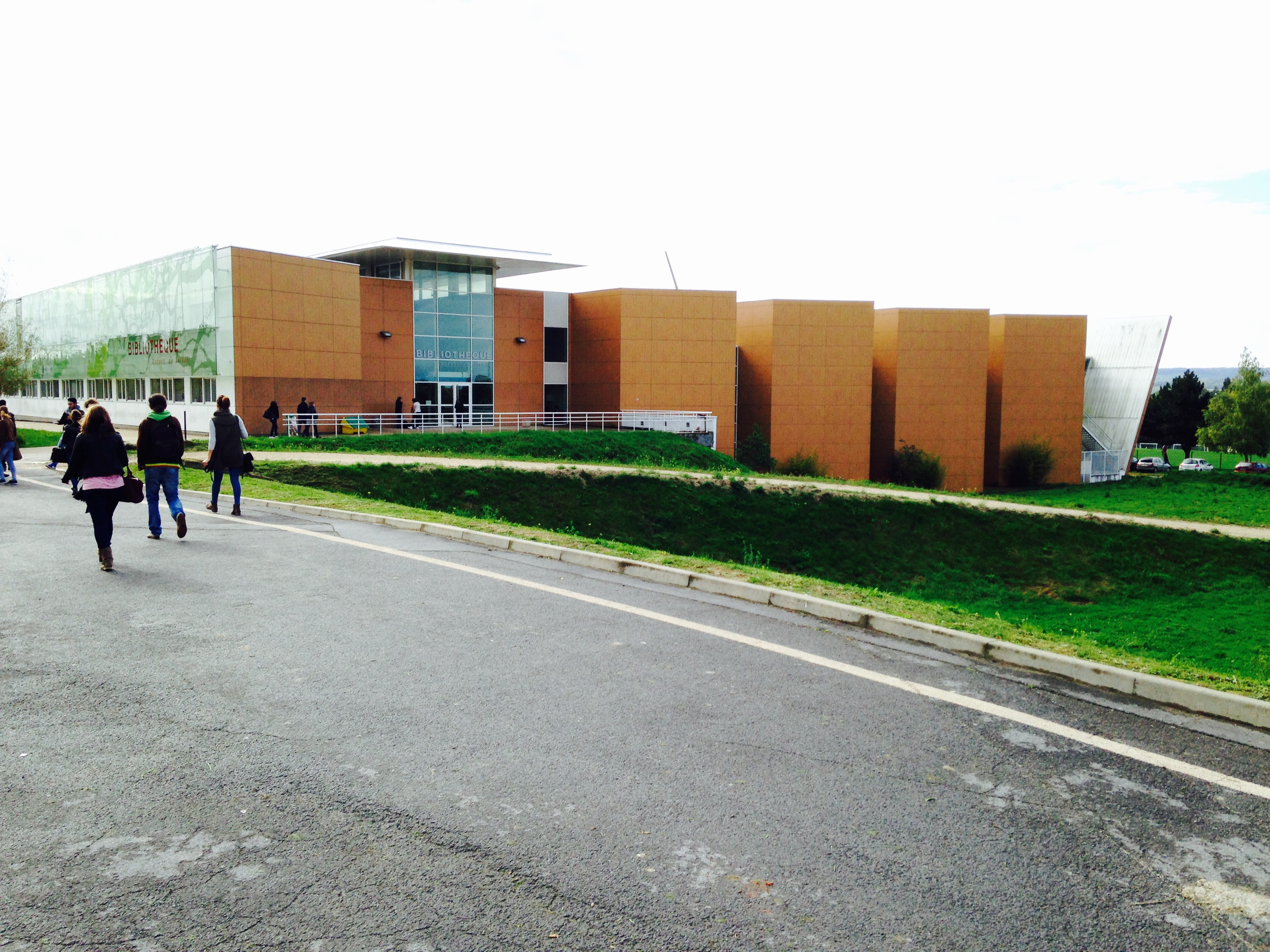
兰斯-香槟-阿登大学索邦图书馆

### 教育
兰斯是兰斯学区的总部所在地。截止2018年1月1日，兰斯境内共有47所幼儿园、60所小学、18所初级中学、13所普通高中和6所职业高中。2018至2019学年度，兰斯境内共有学生19,718名，在该学年度的法国全国中考中，圣心私立初级中学（Collège privé Sacre-coeur）应届毕业生合格率达99%，其中96%获得了12分以上（满分20分）的成绩，是兰斯境内平均中考成绩最好的中学，在全法国8,732所初级中学中排名第68位。
在高等教育方面，兰斯-香槟-阿登大学是一所法国公立综合性大学，其前身为1548年创建的兰斯大学，后在法国大革命期间关闭，1971年重建，现为兰斯主要的高等教育机构，2019至2020学年度该校共有学生总数27,789名，其下属的国立高等兰斯工程师学校是法国205所工程师大学校之一；兰斯-沙隆-沙勒维尔应用技术学院则是法国113所大学技术学院之一。
除此之外，当地主要的高等教育机构还有兰斯管理学院和高等兰斯艺术和美术学校。巴黎政治学院在兰斯设有校区。

### 医疗

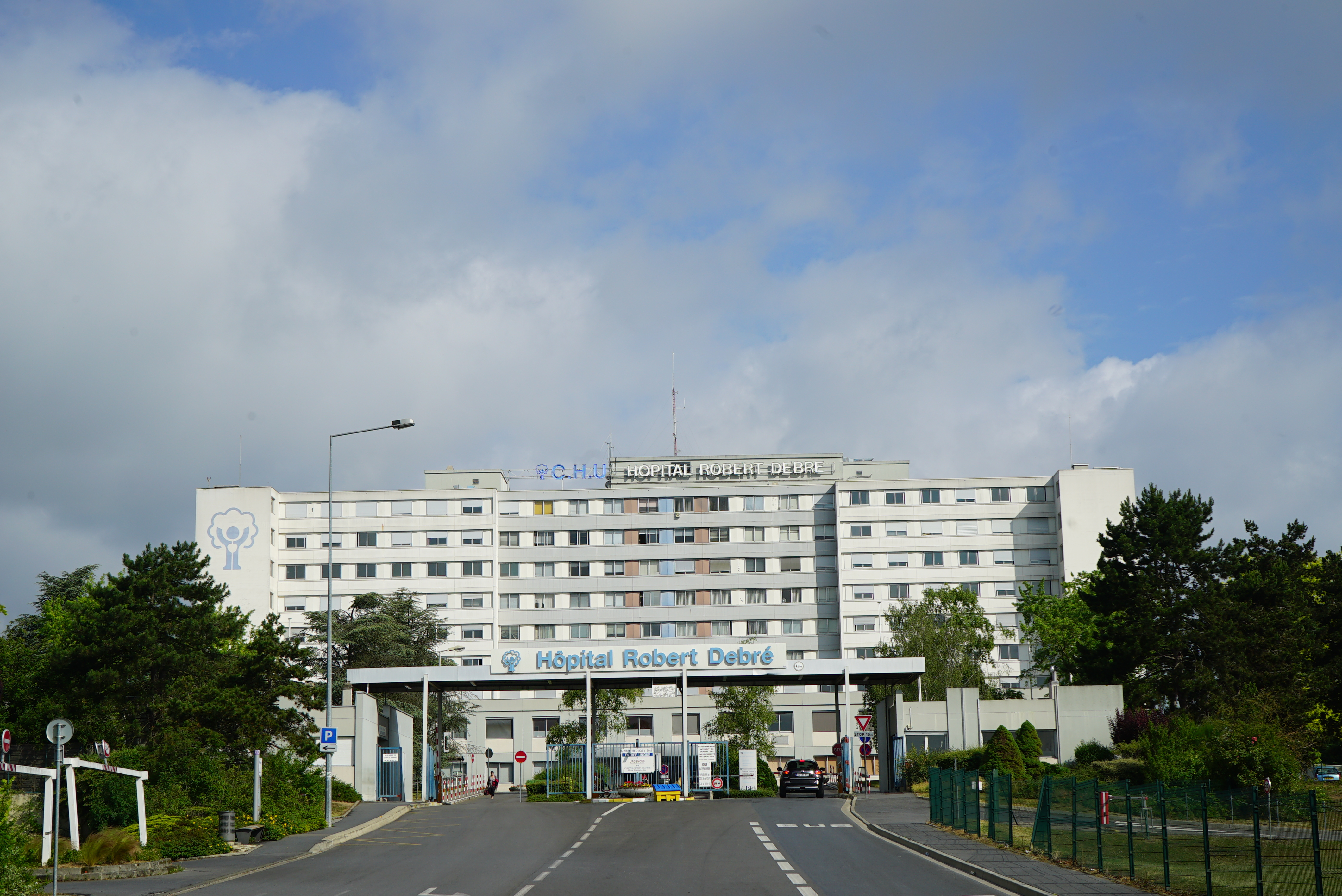
兰斯大学中心医院总部

截止2017年1月1日，兰斯境内共有全科医生219名、保健师160名、牙医118名、护士152名、耳科医生9名、眼科医生19名、皮肤科医生33名、助产士25名、儿科医生12名和妇科医生28名。境内共有药房66家，养老院28家，残疾人帮扶中心21家。
兰斯大学中心医院（Centre hospitalier universitaire de Reims）位于兰斯市区南部，是兰斯-香槟-阿登大学医学院的教学医院，同时也是当地规模最大的公立综合性医院，下设四个病区（罗贝尔·德布尔、白房、塞巴斯托波尔、美洲）、三个康复区和一个敬老院。兰斯新中心医院工程已于2020年开始建设。

### 住房

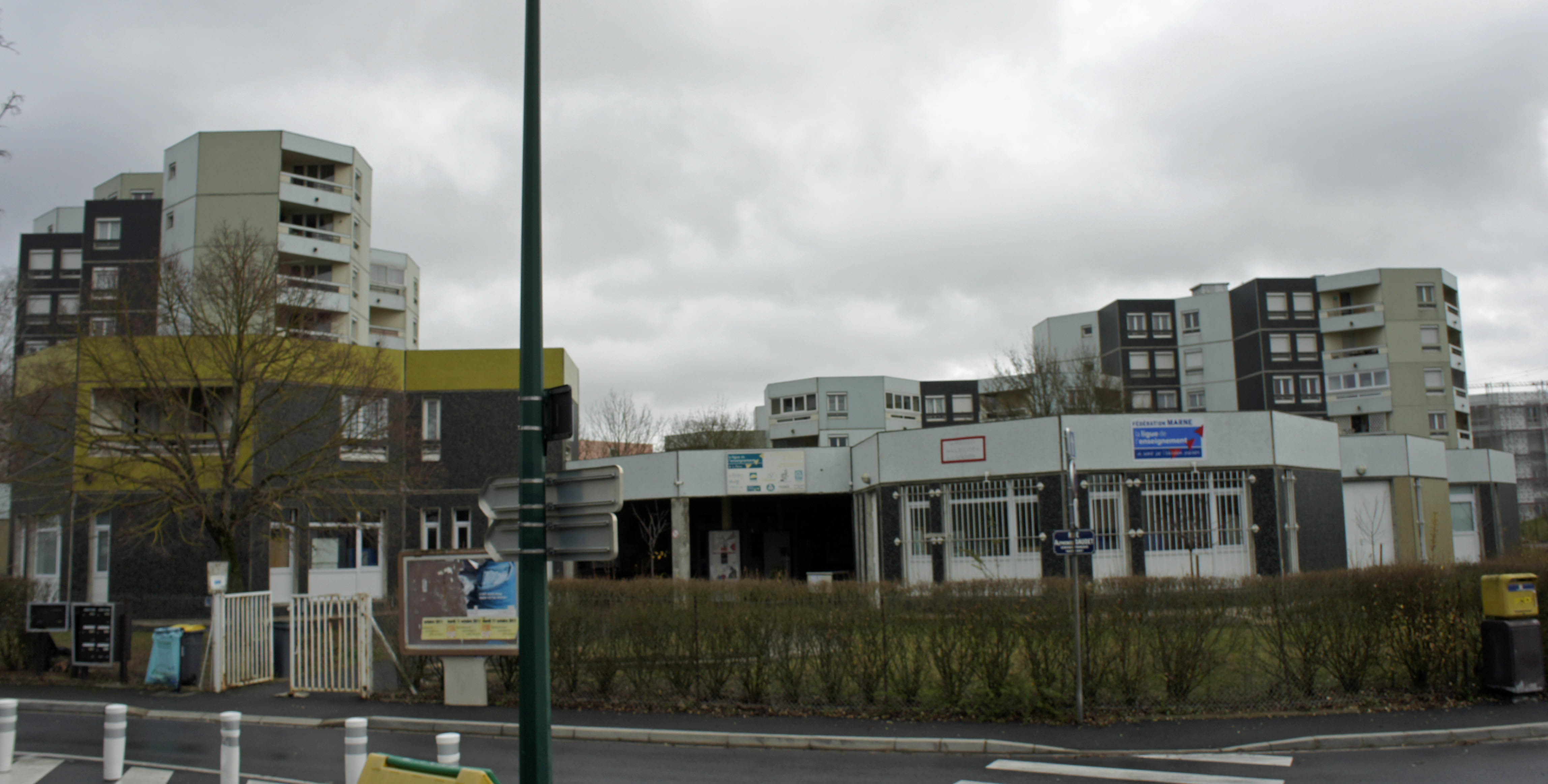
兰斯红十字架街区

兰斯的住房事务由其所属的公共社区负责，兰斯城市公共社区为当地居民提供保障性住房，同时贯彻落实国家发布的相关住房类法令及政策。
2015年，兰斯境内共有各类住房101,998套，其中90.4%为常住房屋。集中式居民区主要分布在韦勒河左岸。

### 商业
2017年，兰斯境内共有各类商铺9,612家，其中餐饮服务类3,398家。市区南部的科尔蒙特勒伊境内建有大型开放式商业街区。

### 体育

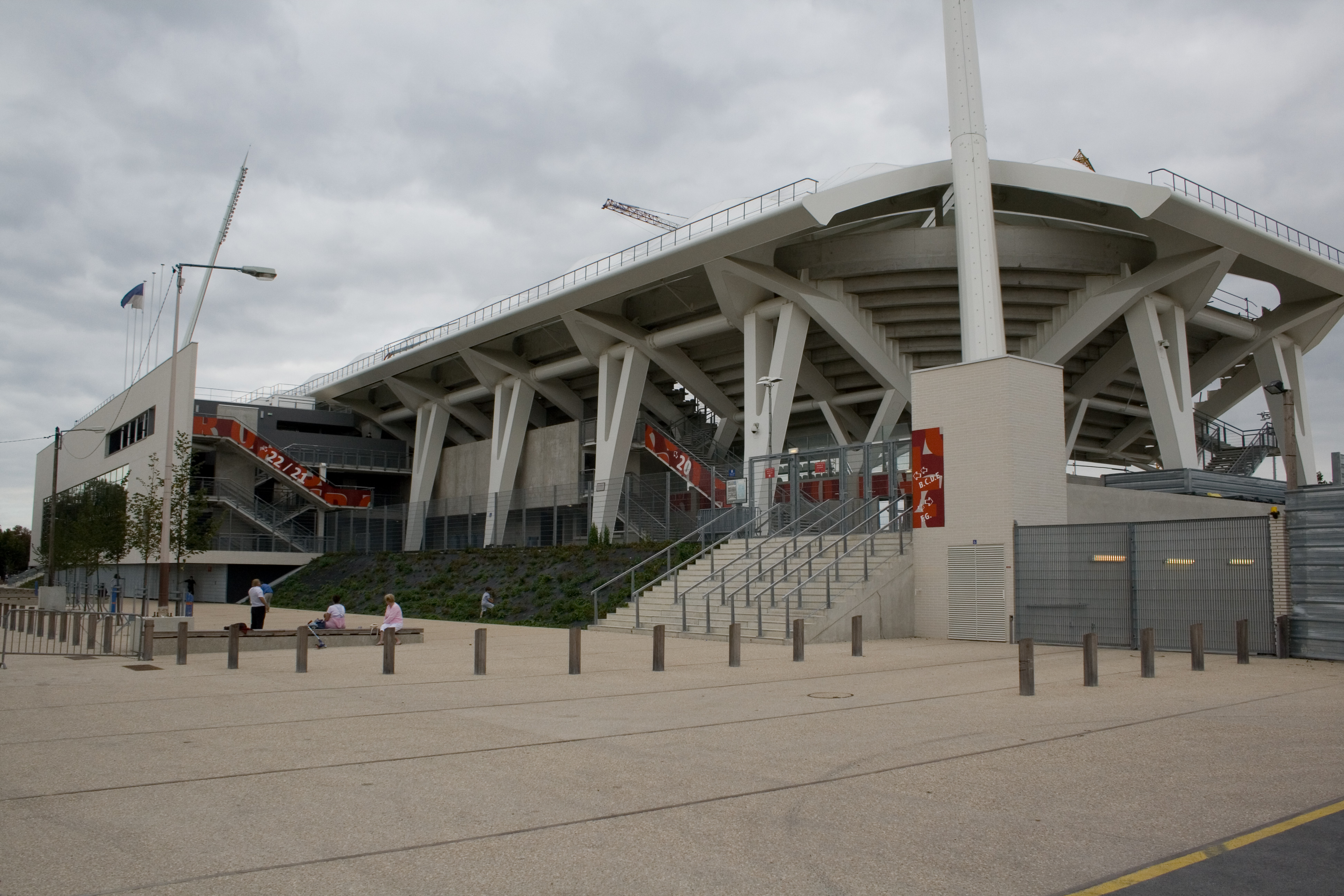
奧古斯特德洛納體育場

2017年，兰斯境内共有7家游泳池、43间健身房、19座综合体育场、73处网球场、1处马术场、32处足球或橄榄球场以及30处篮球或排球场。
兰斯因蘭斯體育會而闻名，后者为当地的一支职业足球俱乐部，成立于1931年，2020至2021赛季参加法国足球甲级联赛，历史上曾6次获得过该项目总冠军，其主场奧古斯特德洛納體育場可同时容纳超过2.1万名观众，是当地规模最大的体育设施，曾为1938年國際足協世界盃的分会场。除此之外，兰斯圣安娜足球学校俱乐部是当地的一支业余足球队，2019至2020赛季参加地方性的足球联赛。
除足球外，沙隆-兰斯香槟篮球俱乐部成立于2010年，其在兰斯的主场位于勒内-蒂斯综合体育中心，该队在2019至2020赛季参加法国篮球甲级联赛。香槟跑马场位于兰斯市区西南部，该跑马场不定期举办多个赛马项目的比赛，于2015年进行了大规模的翻新。

### 环境

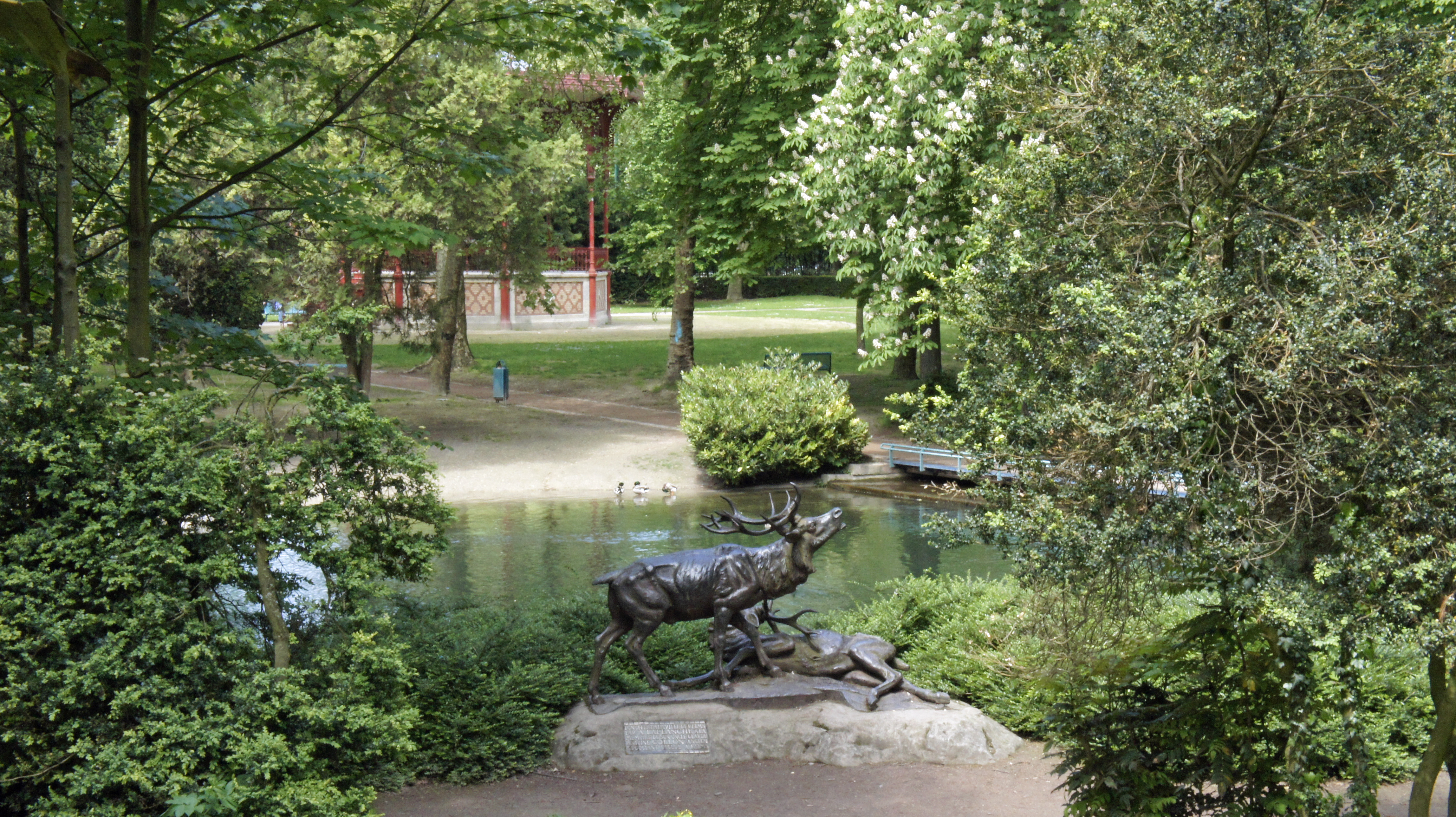
街心公园

兰斯的环境事务由其所属的公共社区负责。2017年，兰斯境内共有19家污染企业。在大气环境测量结果中，当地的一氧化碳浓度平均值为400µg/m³、二氧化氮浓度平均值为28.7µg/m³、臭氧浓度平均值为50µg/m³，二氧化硫浓度平均值为1.2µg/m³、平均值为22.5µg/m³；在水环境监测结果中，当地的水体坤化物浓度为1µg/L、汞含量为0.55µg/L、硝酸盐含量为38.1mg/L。

### 治安
兰斯境内共有三个派出所、一个国家宪兵队和一个事故紧急处理中心。
2014年，兰斯及附近地区共发生各类案件15,226起，其中盗窃类案件9,188起，经济类案件1,413起，毒品交易类案件851起。

## 文化
2017年，兰斯境内共有4个剧场、2个电影院、4个博物馆和1个音乐厅。兰斯市政图书馆下属7个媒体中心，同时提供移动图书车，在当地不同的街区间流动。

### 城市规划

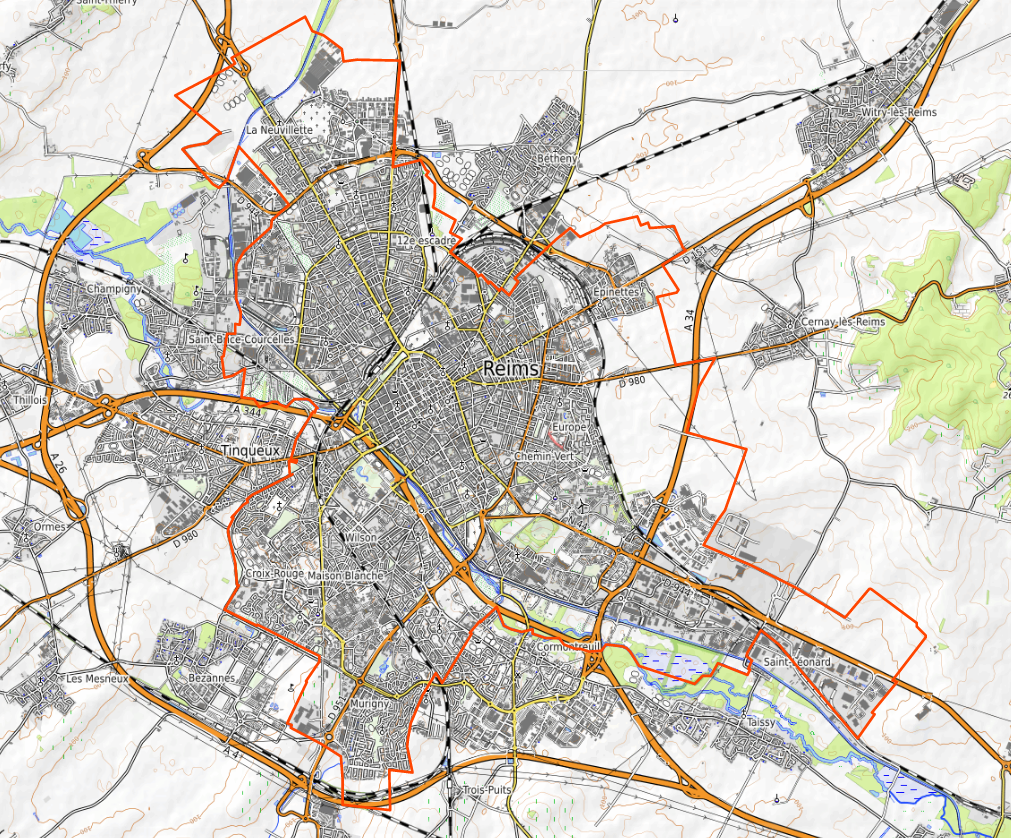
兰斯市镇地图

兰斯的城市主轴线呈西北-东南走向，与韦勒河大致平行，皇家广场为兰斯的城市几何中心，东北、东南、西南和西北四个方向的主干线分别为塞雷斯街-让·绕勒斯大街（-）、大学街-巴巴特尔街（-）、韦勒街-巴黎大街（-）和科尔贝街-战神街-拉昂大街（--）。
兰斯市区历史上多处受到战争破坏，二战后，兰斯市政府制定了卡姆洛（Camelot）和罗蒂瓦尔（Rotival）两个城市建设总体方案。根据规划，老城区的总体城市面貌没有太大的改变，而老城周边地区在二战后得到大面积的开发，出现了大批集中式居民区及办公楼，代表性街区包括市区北部的奥热瓦勒（Orgeval）、东部的欧罗巴（Europe）和西南部的红十字架-上米里尼街区，2007年高铁开通后，高铁站附近的伯扎讷也出现了大型开发区。现代分散式居民区则主要分布在兰斯市镇以外的各卫星城内，如科尔蒙特勒伊及贝特尼。
相比法国同类型城市，兰斯城市建成区与农业区之间普遍缺少过渡区，其近郊的卫星城普遍规模较小，除坦克外，其余卫星城的人口数量均未超过1万，一些卫星城的建成区没有与兰斯市区直接相连，如兰斯附近塞尔奈，这使得兰斯附近出现了现代建筑与传统农田直接相连的现象。

### 建筑
兰斯境内有多处法国国家文物保护单位，其中兰斯主教座堂及塔乌宫是当地的代表性建筑物，自1862年起被列入法国国家文物保护单位，第一次世界大战期间被损毁，后基本按原貌重建，已于1991年被列入《世界文化遗产》名录。

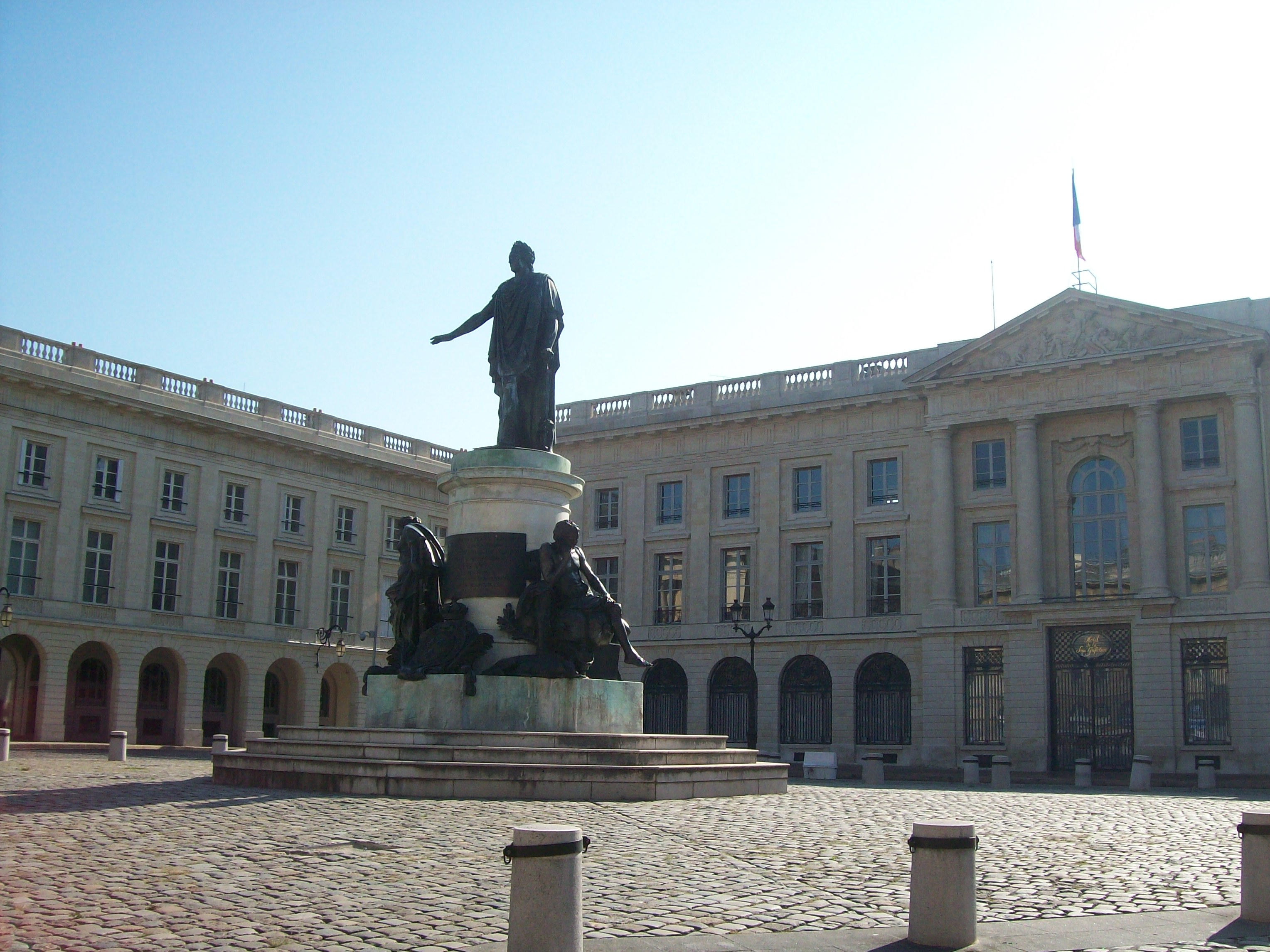
皇家广场
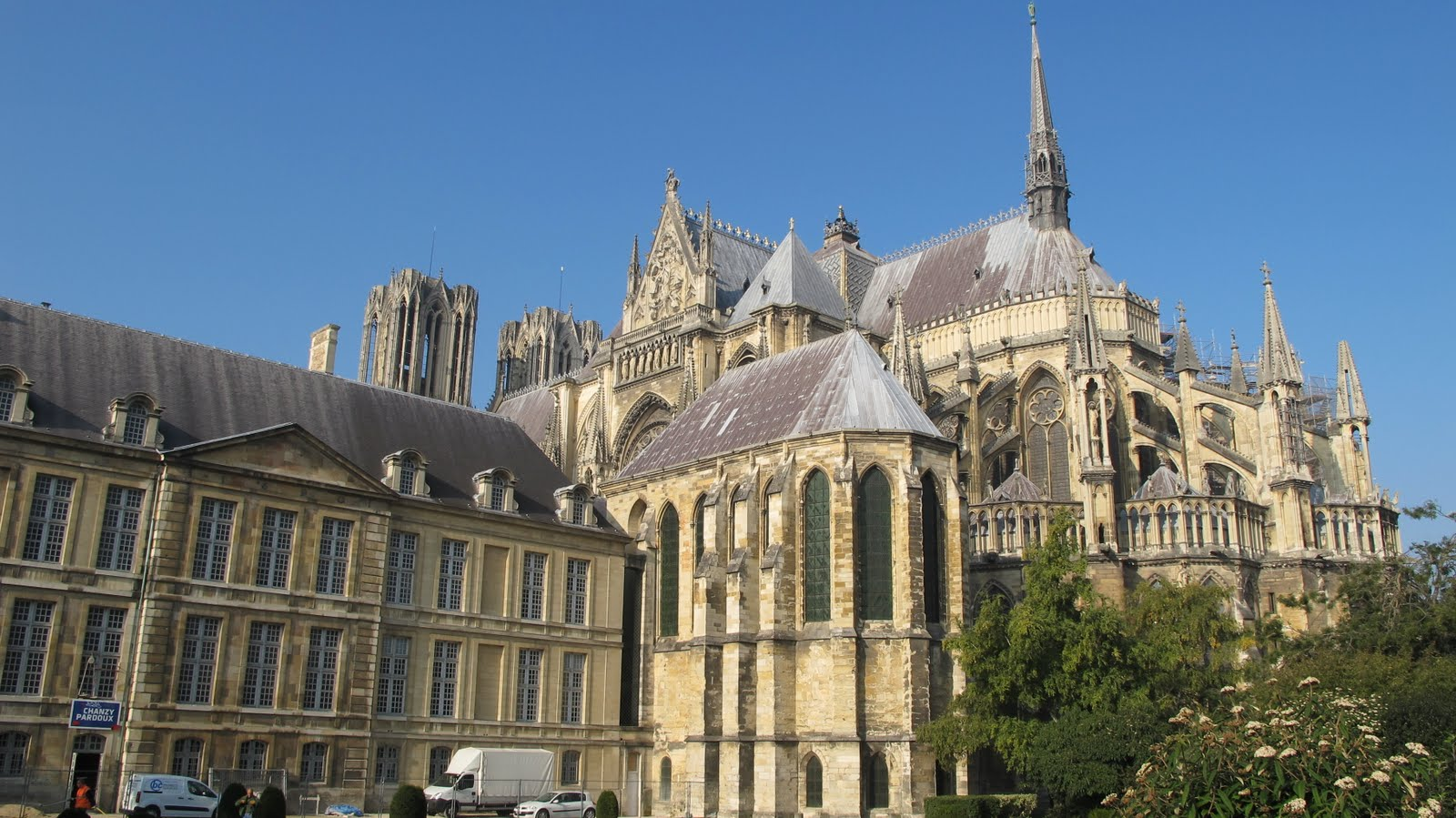
塔乌宫及后方的主教座堂
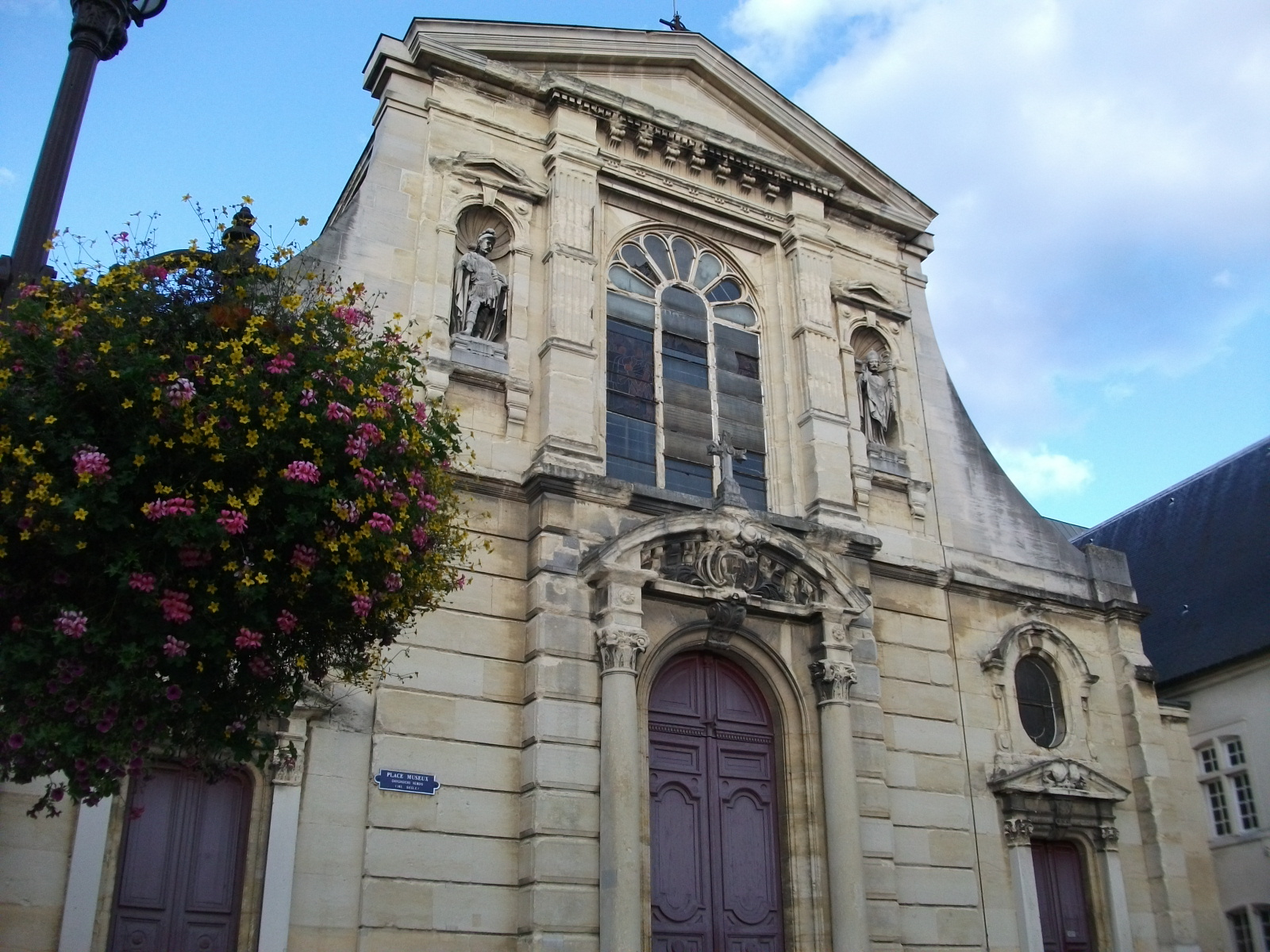
圣莫里斯教堂
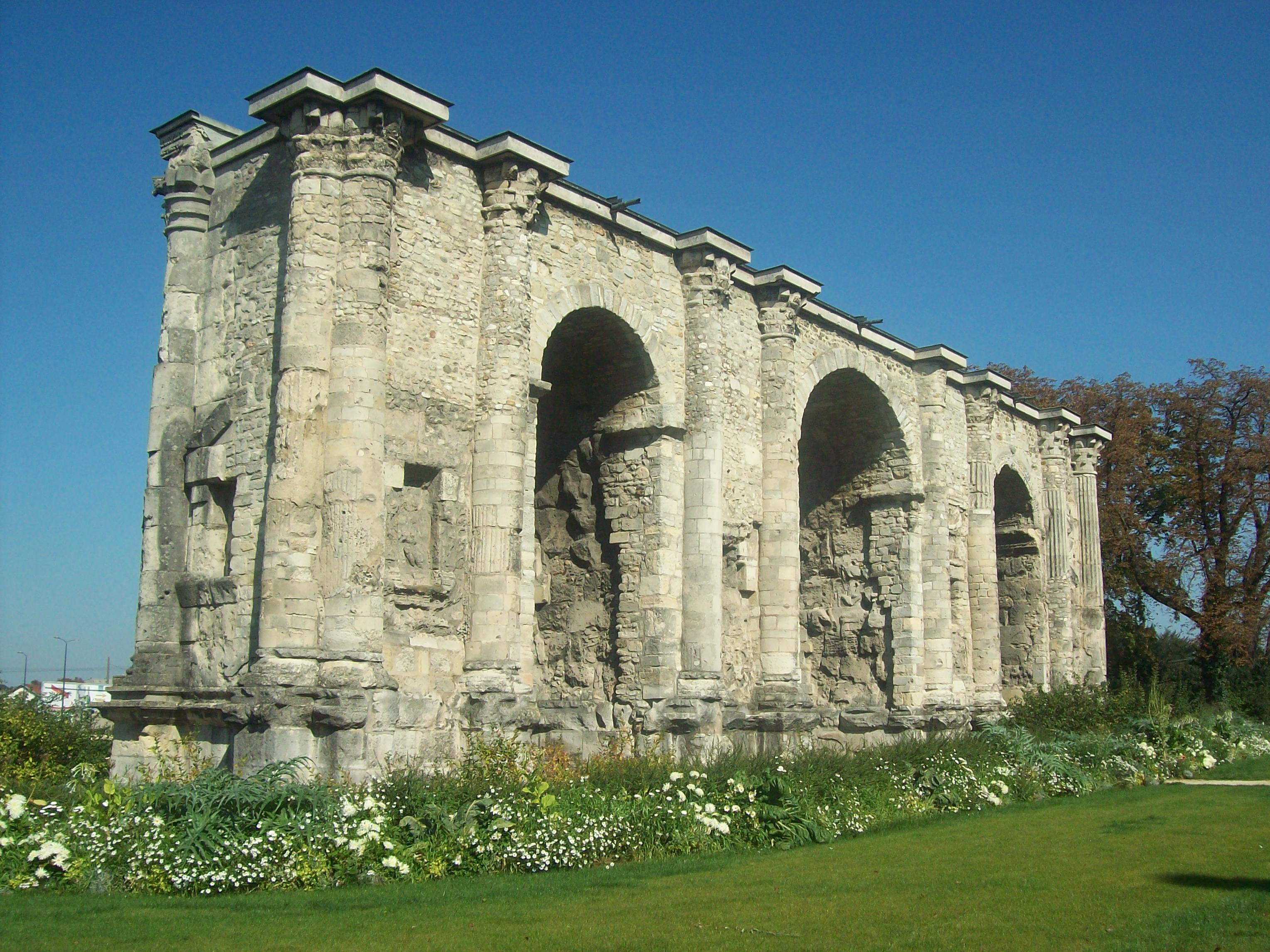
战神门
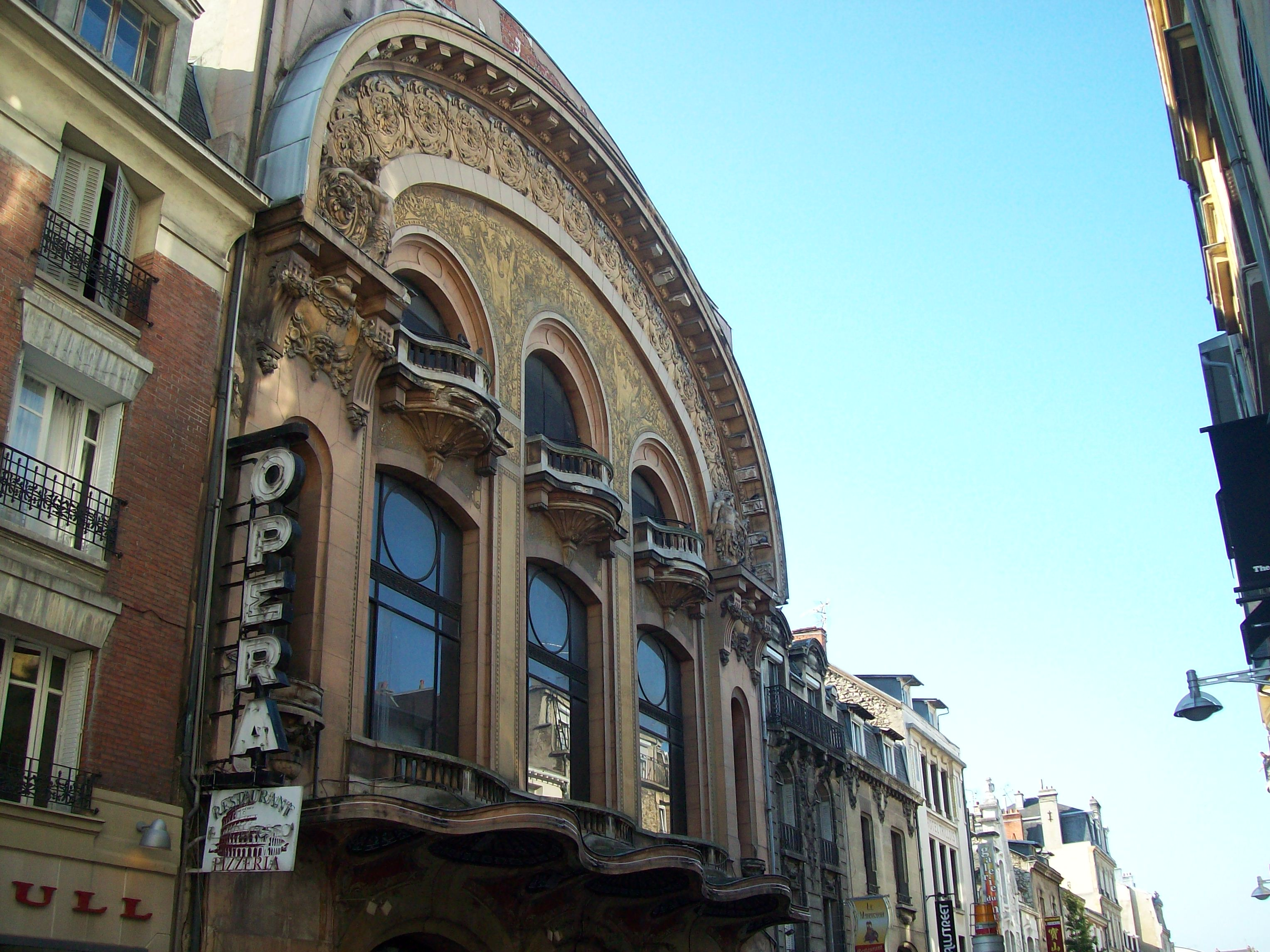
兰斯歌剧院

### 宗教

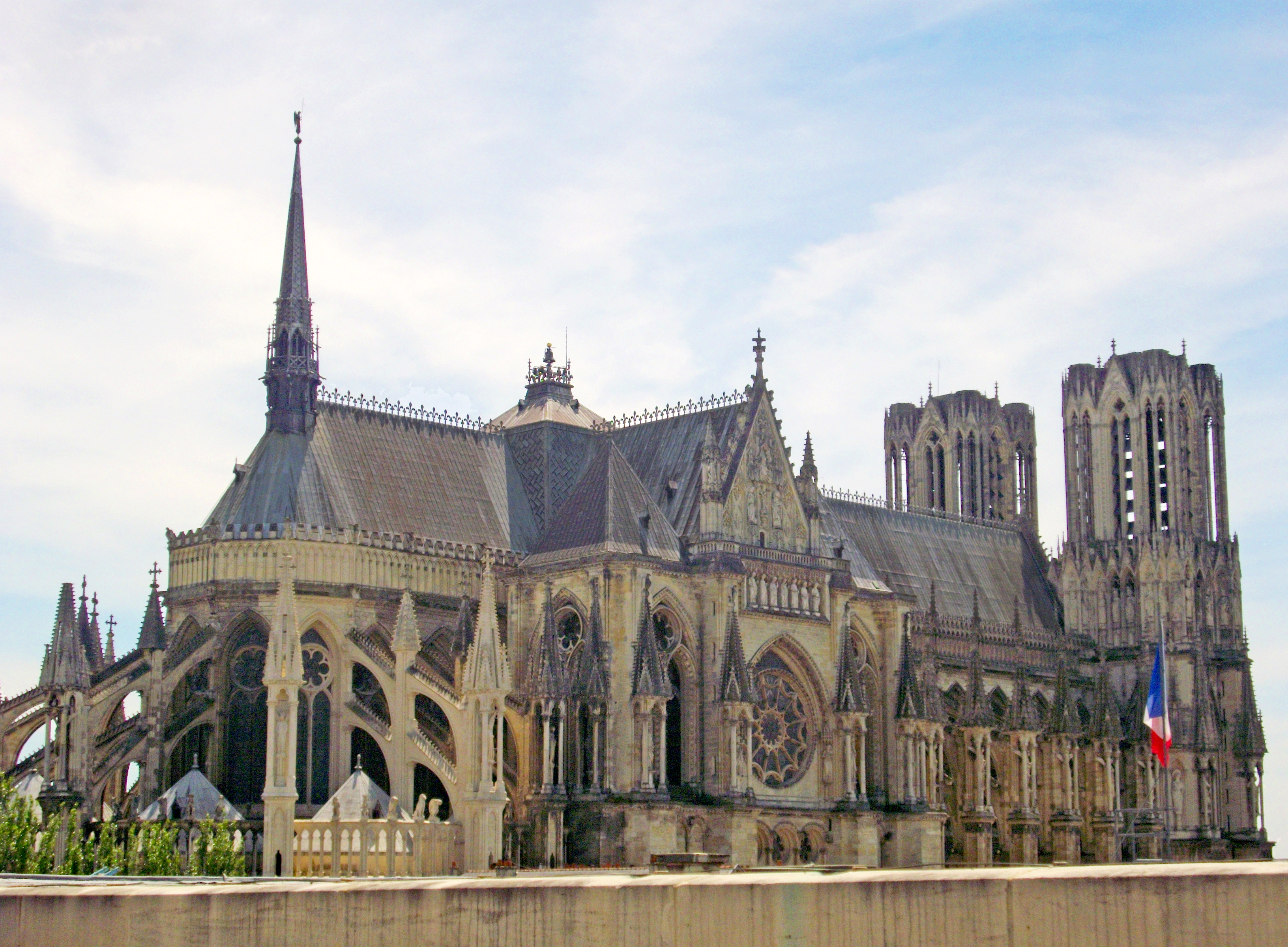
兰斯主教座堂

兰斯是天主教兰斯总教区和兰斯教省的首府，该教省包含了7个教区（兰斯、亚眠、博韦、沙隆、朗格尔、苏瓦松、特鲁瓦），总面积达6,931平方公里，其主教座堂为兰斯主教座堂，现任总主教为依列·德穆兰-博福尔。除主教座堂外，兰斯境内的主要天主教建筑还包括圣勒彌爵聖殿、圣克羅蒂達聖殿、圣雅各伯堂、圣多默堂、藤田小堂等。
兰斯新教堂则是兰斯主要的新教建筑，建于1923年，位于朗迪大街上。2000年，兰斯新教集团与埃佩尔奈新教集团合并，总部设于兰斯。
兰斯市区内亦有一处犹太教堂，自1993年起被列入法国国家文物保护单位。
兰斯也是重要的穆斯林聚集区，兰斯大清真寺位于韦勒河左岸，建成于2014年，是法国规模最大的伊斯兰宗教建筑。此外当地还有曼苏尔（المنصور）和伊达雅（الهداية）两个主要的清真寺。

### 旅游

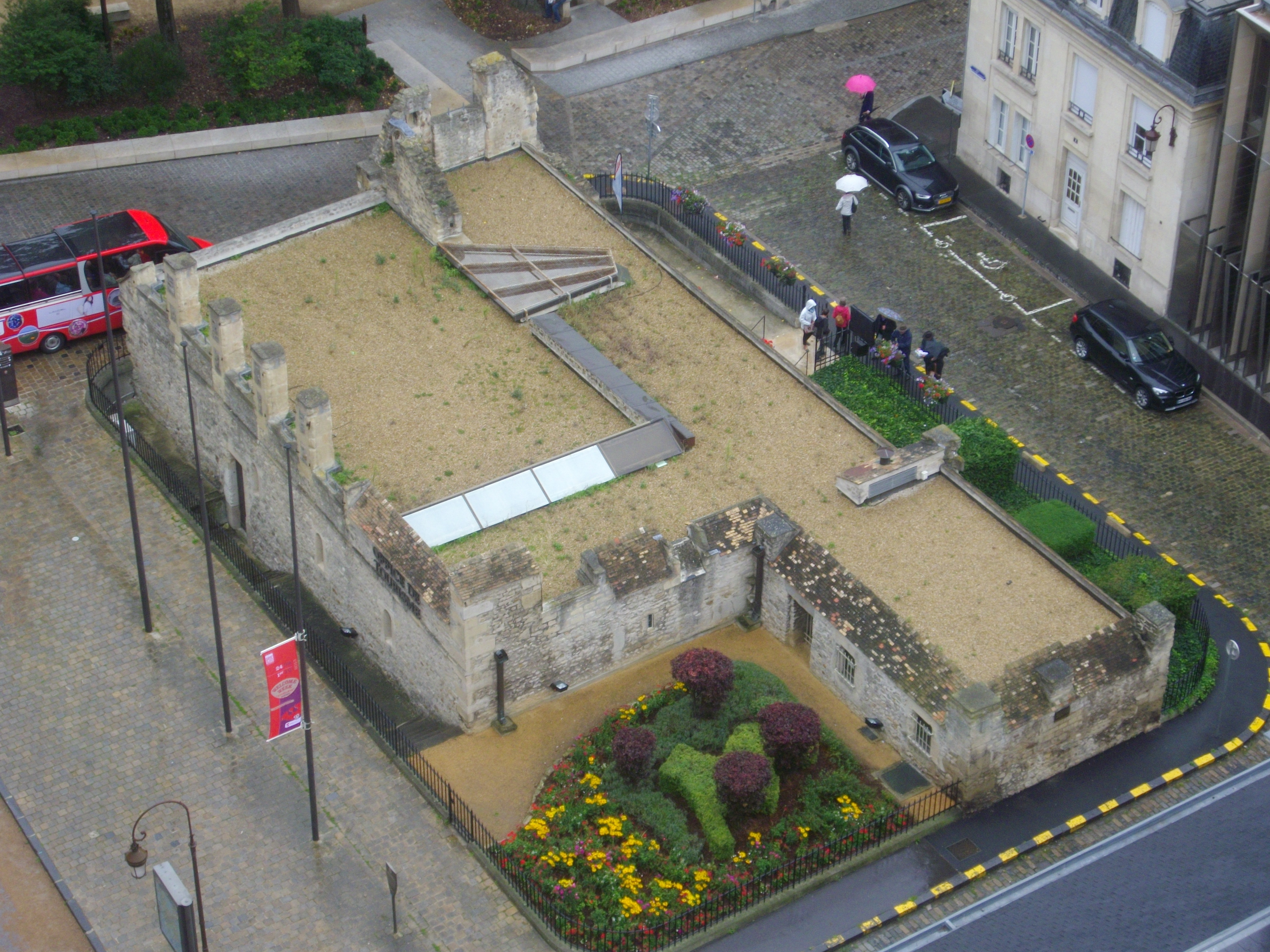
鸟瞰兰斯游客接待中心

兰斯的旅游事务由市政府及城市公共社区共同负责，兰斯市区设有一个游客接待中心，为前往当地的游客提供信息及帮助。2018年，兰斯境内共有44个宾馆共计1,985间房间。

### 媒体
法国主要的媒体均可在兰斯接收，法国电视三台下属的大东部大区频道在部分时段播出兰斯所属区域的地方新闻。《联合报》是法国的一份地方性报纸，总部设于兰斯，在马恩省、埃纳省和阿登省范围内发行。兰斯青年广播于1988年由兰斯的学生会创办，现为当地的一家地方性综合广播。

### 美食
兰斯因香槟酒而闻名，当地的饮食习惯与法国大部分地区相似，具有代表性的地方食物包括兰斯火腿（Jambon de Reims）、兰斯玫瑰饼干等。截至2020年4月，兰斯境内共有8家餐厅被列入《米其林星级餐厅名单》。

## 相关人物
兰斯被称为“王者之城”，历史上共有31位法兰西国王在此加冕。

## 友好城市
截至2020年4月，兰斯共与7座城市互为友好城市关系。
- 奥地利
- 德国 亚琛
- 義大利 佛罗伦萨
- 刚果共和国
- 英格兰
- 美国
- 日本 名古屋

### 分类
历史类
1. ↑  Ernest Nègre. . . Genève: Librairie Droz. 1991: p252. ISBN 978-2-600-02884-4 （法语）.
2. ↑  Bernard Chertier. . Paris: Gallia Préhistoire. 1976 （法语）.
3. ↑  Denise Bretz-Mahler. . Paris: CNRS. 1971 （法语）.
4. ↑  Jean Baptiste François Geruzez. . . Reims: Le Batard. 1817 （法语）.
5. ↑  Nicolas Bergier. . chez Nicolas Hécart. 1635 （法语）.
6. ↑  Napoléon III. . Paris: Henri Plon. 1866: 583p （法语）.
7. ↑  Charles Loriquet. . Brissart-Binet. 1861: 80p. ASIN B001CEURGK （法语）.
8. ↑  Jacqueline Desmulliez et L.J.R. Milis. . Artois Presses Université. 2008: 285p. ISBN 978-2848320946 （法语）.
9. ↑  Gérard Coulon. . Paris: Errance. 2006: p21. ISBN 2-87772-331-3 （法语）.
10. ↑  Michel Rouche. . . Paris: Presses Paris Sorbonne. 1997: 929p. ISBN 9782840500797 （法语）.
11. ↑  Gerard Jacob Kolb. . Reims: Brissart-Carolet. 1825 （法语）.
12. ↑  Régine Lejan. . Éditions Philipp von Zabern. 1996: 225. ISBN 978-3805318136 （德语）.
13. ↑  ville de Reims. . reims.fr.   [2020-05-01]. （原始内容存档于2020-06-22） （法语）.
14. ↑  Laurent Theis. . Editions Complexe. 1996: 225. ISBN 9782271086006 （法语）.
15. ↑  Bruno Decrock et Jean-Marie Pérouse de Montclos. . . Reims: Hachette. 1995: p192. ISBN 2010209877 （法语）.
16. ↑  . herodote.net.   [2020-05-01]. （原始内容存档于2020-12-13） （法语）.
17. ↑  L'Histoire. . lhistoire.fr. 2017-12-18  [2020-04-09]. （原始内容存档于2020-12-13） （法语）.
18. ↑  André Chédeville. . . Poitiers: Société des antiquaires de l'Ouest. 2002: p20. ISBN 2-9519441-0-1 （法语）.
19. ↑  J.H. Schroder. . 1855: p315–358 （法语）.
20. ↑  Pierre Desportes. . Toulouse: Ed. Privat. 1983: 444p. ISBN 978-2708947221 （法语）.
21. ↑  ville de Reims. . Paris: Archives administratives de la ville de Reims. 1907: p20  [2020-04-30]. （原始内容存档于2020-12-13） （法语）.
22. ↑  Jean-Pierre Leguay. . . Rennes: Hachette. 2002: 501p. ISBN 9782753525061 （法语）.
23. ↑  Pierre Dubourg-Maldan. . Reims: La Chronique de Champagne. 1838 （法语）.
24. ↑  Ministère de la Culture. . pop.culture.gouv.fr.   [2020-05-01]. （原始内容存档于2020-12-13） （法语）.
25. ↑  Fondation du Patrimoine. . fondation-patrimoine.org.   [2020-05-01]. （原始内容存档于2020-12-13） （法语）.
26. ↑  Jadart Henri. . Tours: Société archéologique de Touraine. 1864 （法语）.
27. ↑  . binocheetgiquello.com.   [2020-05-01]. （原始内容存档于2020-08-16） （法语）.
28. ↑  Michel Thibault. . édition Alan Sutton （法语）.
29. ↑  Ernest Badin. . J.J. Dubochet, Le Chevalier et Cie. 1847 （法语）.
30. ↑  Pierre Duharcourt. . Reims: Centre de recherches Analyse de systèmes. 1977 （法语）.
31. ↑  Jean-Yves Sureau. . 2002: 394p. ISBN 2-9500512-7-8 （法语）.
32. ↑  . lunion.fr.   [2020-05-01]. （原始内容存档于2020-12-13） （法语）.
33. ↑  Georges Colin. . Reims: Travaux de l'institut de géographie de Reims. 1973 （法语）.
34. ↑  EHESS (编). . cassini.ehess.fr.   [2020-05-01]. （原始内容存档于2011-04-30） （法语）.
35. ↑  Jacques Pernet et Michel Hubert. . Saint-Cyr-sur-Loire: éditions Alan Sutton. 2005: 94p. ISBN 978-2-84910-210-7 （法语）.
36. ↑  François Cochet. . Saint-Cloud: Soteca-14-18 éd. 2004: 324p. ISBN 2-9519539-2-5 （法语）.
37. ↑  Harlaut Yann. . Reims: Université de Reims. 2006: 776p （法语）.
38. ↑  GAUDIN Jean-Pierre. . . Seyssel: Ed. Champ Vallon. 1985: 215p. ISBN 978-2903528485 （法语）.
39. ↑  . lhistoireenrafale.lunion.fr. 2014-08-30  [2020-05-01]. （原始内容存档于2020-12-13） （法语）.
40. ↑  Alexandre Niess (编). . charles-de-gaulle.org.   [2020-05-01]. （原始内容存档于2020-05-27） （法语）.
41. ↑  Jean Sévillia (编). . lefigaro.fr. 2011-04-30  [2020-05-01]. （原始内容存档于2020-12-13） （法语）.
42. ↑  AFP (编). . lefigaro.fr. 2011-04-16  [2020-05-01]. （原始内容存档于2020-12-13） （法语）.
43. ↑  Michel Jailliard et Marcel Chenu. . Épernay: éditions GG Création. 1990. ISBN 2-9505172-0-X （法语）.

地理类
1. ↑  Grand Reims (编). . grandreims.fr.   [2020-05-01]. （原始内容存档于2020-12-13） （法语）.
2. ↑  insee.fr. . insee.fr.   [2020-05-01]. （原始内容存档于2018-07-24） （法语）.
3. ↑  TER Grand Est. . ter.sncf.com.   [2020-05-01]. （原始内容存档于2020-12-13） （法语）.
4. ↑  . lhebdoduvendredi.com. 2018-06-20  [2020-05-01]. （原始内容存档于2020-12-13） （法语）.
5. ↑  SNCF Open data. . ressources.data.sncf.com.   [2020-05-01]. （原始内容存档于2020-12-13） （法语）.
6. ↑  SNCF Open data. . ressources.data.sncf.com.   [2020-05-01]. （原始内容存档于2020-12-13） （法语）.
7. ↑  TER Grand Est. . ter.sncf.com.   [2020-05-01]. （原始内容存档于2020-12-13） （法语）.
8. ↑  TER Grand Est. . ter.sncf.com.   [2020-05-01]. （原始内容存档于2020-12-13） （法语）.
9. ↑  Oui.SNCF. . oui.sncf.   [2020-05-01]. （原始内容存档于2020-11-29） （法语）.
10. ↑  CITURA. . citura.fr.   [2020-05-01]. （原始内容存档于2020-12-13） （法语）.
11. ↑  CITURA.  (pdf). citura.fr.   [2020-05-01]. （原始内容存档 (PDF)于2020-12-13） （法语）.
12. ↑  Cassini. . cassini.ehess.fr.   [2020-11-01]. （原始内容存档于2011-04-30） （法语）.
13. ↑  Caroline Baudez-Scao et Michel Guillard, d'après Ferdinand Cornu. . Yvelinédition. 2011. ISBN 978-2-84668-325-8 （法语）.

社科类
1. ↑  collectivites-locales.gouv.fr. . collectivites-locales.gouv.fr.   [2020-05-01]. （原始内容存档于2017-08-03） （法语）.
2. ↑  sig.ville.gouv.fr. . sig.ville.gouv.fr.   [2020-05-01]. （原始内容存档于2020-11-28） （法语）.
3. ↑  . fluo.eu.   [2020-05-01]. （原始内容存档于2020-12-13） （法语）.
4. ↑  . mobilinfos.org.   [2020-05-01]. （原始内容存档于2020-12-13） （法语）.
5. ↑  . quellecompagnie.com.   [2020-05-01]. （原始内容存档于2020-12-13） （法语）.
6. ↑  . linternaute.fr.   [2020-05-01]. （原始内容存档于2020-12-13） （法语）.
7. ↑  Pierre Falga (编). . lexpress.fr. 2018-11-09  [2020-05-01]. （原始内容存档于2020-12-13） （法语）.
8. ↑  . parisvatry.com.   [2020-05-01]. （原始内容存档于2020-05-04） （法语）.
9. ↑  CITURA. . citura.fr.   [2020-05-01]. （原始内容存档于2020-12-13） （法语）.
10. ↑  Grand Reims. . grandreims.fr.   [2020-05-01]. （原始内容存档于2020-12-13） （法语）.
11. ↑  Grand Reims. . grandreims.fr.   [2020-05-01]. （原始内容存档于2020-12-13） （法语）.
12. ↑  . zones-activites.net.   [2020-05-01]. （原始内容存档于2020-05-27） （法语）.
13. ↑  . lemoniteur.fr.   [2020-05-01]. （原始内容存档于2020-12-13） （法语）.
14. ↑  JDN (编). . journaldunet.fr.   [2020-05-01]. （原始内容存档于2020-12-13） （法语）.
15. ↑  JDN (编). . journaldunet.fr.   [2020-05-01]. （原始内容存档于2020-12-13） （法语）.
16. ↑  JDN (编). . journaldunet.fr.   [2020-05-01]. （原始内容存档于2020-12-13） （法语）.
17. ↑  . linternaute.com.   [2020-05-01]. （原始内容存档于2020-12-13） （法语）.
18. ↑  . etablissements.fhf.fr.   [2020-05-01]. （原始内容存档于2020-12-13） （法语）.
19. ↑  CHU Reims. . chu-reims.fr.   [2020-05-01]. （原始内容存档于2020-11-01） （法语）.
20. ↑  Grand Reims. . grandreims.fr.   [2020-05-01]. （原始内容存档于2020-12-13） （法语）.
21. ↑  . linternaute.com.   [2020-05-01]. （原始内容存档于2020-12-13） （法语）.
22. ↑  . linternaute.com.   [2020-05-01]. （原始内容存档于2020-12-13） （法语）.
23. ↑  . linternaute.com.   [2020-05-01]. （原始内容存档于2020-12-13） （法语）.
24. ↑  . linternaute.com.   [2020-05-01]. （原始内容存档于2020-12-13） （法语）.
25. ↑  demarchesadministratives.fr. . demarchesadministratives.fr.   [2020-05-01]. （原始内容存档于2020-12-13） （法语）.
26. ↑  demarchesadministratives.fr. . demarchesadministratives.fr.   [2020-04-24]. （原始内容存档于2020-12-13） （法语）.
27. ↑  SDIS51. . sdis51.fr.   [2020-05-01]. （原始内容存档于2020-05-08） （法语）.
28. ↑  . linternaute.com.   [2020-05-01]. （原始内容存档于2020-12-13） （法语）.
29. ↑  Bibliothèque de Reims. . bm-reims.fr.   [2020-05-01]. （原始内容存档于2020-12-13） （法语）.
30. ↑  JACQUES MICHEL. Le Monde , 编. . lemonde.fr. 1980-02-07  [2020-05-01]. （原始内容存档于2020-12-13） （法语）.
31. ↑  . dedale.info.   [2020-05-01]. （原始内容存档于2020-12-13） （法语）.
32. ↑  Office de Tourisme de Reims. . reims-tourisme.com.   [2020-05-01]. （原始内容存档于2020-12-13） （法语）.

文化类
1. ↑  . . 2011. ISSN 0222-4844 （法语）.
2. ↑  ac-reims.fr. . ac-reims.fr.   [2020-04-26]. （原始内容存档于2020-05-08） （法语）.
3. ↑  . linternaute.com.   [2020-05-01]. （原始内容存档于2020-12-13） （法语）.
4. ↑  . villedata.fr.   [2020-05-01]. （原始内容存档于2020-10-01） （法语）.
5. ↑  Université de Reims Champagne-Ardenne. . univ-reims.fr.   [2020-05-01]. （原始内容存档于2020-12-13） （法语）.
6. ↑  Mes études. . mes-etudes.com.   [2020-05-01]. （原始内容存档于2020-11-29） （法语）.
7. ↑  OniSep. . onisep.fr.   [2020-05-01]. （原始内容存档于2020-09-22） （法语）.
8. ↑  Sciences Po. . sciencespo.fr.   [2020-05-01]. （原始内容存档于2020-12-13） （法语）.
9. ↑  Stade de Reims. . stade-de-reims.com.   [2020-05-01]. （原始内容存档于2020-12-13） （法语）.
10. ↑  FÉDÉRATION FRANÇAISE DE FOOTBALL. . fff.fr.   [2020-05-01]. （原始内容存档于2020-12-13） （法语）.
11. ↑  France Bleu. . francebleu.fr. 2019-08-12  [2020-05-01]. （原始内容存档于2020-05-04） （法语）.
12. ↑  France 3 Alsace-champagne-ardenne-lorraine (编). . france3-regions.francetvinfo.fr. 2015-03-15  [2020-05-01]. （原始内容存档于2020-12-13） （法语）.
13. ↑  Office de Tourisme de Reims. . reims-tourisme.com.   [2020-05-01]. （原始内容存档于2020-12-13） （法语）.
14. ↑  Église catholique en France. . eglise.catholique.fr.   [2020-05-01]. （原始内容存档于2020-12-13） （法语）.
15. ↑  Yvette Laurent (编). . epu-reimsepernay.org. 2013-07-12  [2020-05-01]. （原始内容存档于2020-11-29） （法语）.
16. ↑  Ministère de la Culture (编). . pop.culture.gouv.fr. 2013-07-12  [2020-05-01]. （原始内容存档于2020-12-13） （法语）.
17. ↑  Laurent Meney (编). . france3-regions.francetvinfo.fr. 2019-03-14  [2020-05-01]. （原始内容存档于2020-12-13） （法语）.
18. ↑  . lamosqueeducoin.com.   [2020-05-01]. （原始内容存档于2020-12-13） （法语）.
19. ↑  France 3 Alsace-champagne-ardenne-lorraine (编). . france3-regions.francetvinfo.fr.   [2020-05-01]. （原始内容存档于2020-12-13） （法语）.
20. ↑  L'Union (编). . lunion.fr.   [2020-05-01]. （原始内容存档于2020-12-13） （法语）.
21. ↑  RJR (编). . rjrradio.fr.   [2020-05-01]. （原始内容存档于2020-12-13） （法语）.
22. ↑  Office de Tourisme de Reims. . reims-tourisme.com.   [2020-05-01]. （原始内容存档于2019-08-18） （法语）.
23. ↑  restaurant.michelin.fr. . restaurant.michelin.fr.   [2020-05-01]. （原始内容存档于2020-01-12） （法语）. 8 Restaurants trouvés
24. ↑  . jesuschristenfrance.fr.   [2020-05-01]. （原始内容存档于2020-12-13） （法语）.
25. ↑  ville de Reims. . reims.fr.   [2020-05-01]. （原始内容存档于2020-06-22） （法语）.

综合类
1. ↑  周定国 (编). . . 北京: 中国对外翻译出版公司. 2007. ISBN 978-7-500-10753-8. OCLC 885528603. OL 23943703M. NLC 003756704 （中文（中国大陆））.
2. ↑  . 樂詞網. 國家教育研究院.   [2024-04-30] （中文（臺灣））.
3. 1 2 3 4  communes.com. . communes.com.   [2020-05-01]. （原始内容存档于2020-12-13） （法语）.
4. ↑  . tourisme-en-champagne.com.   [2023-07-31]. （原始内容存档于2023-07-31） （法语）.
5. ↑  . cathedrale-reims.com.   [2023-07-31]. （原始内容存档于2021-05-28） （法语）.
6. 1 2 3 4 5 6 7 8 9 10 11 12 13 14 15 16  Géoportail. . Géoportail.   [2020-05-01]. （原始内容存档于2017-01-29） （法语）.
7. 1 2  . infoclimat.fr.   [2020-05-01]. （原始内容存档于2020-05-08） （法语）.
8. 1 2  Le Monde (编). . lemonde.fr.   [2020-05-01]. （原始内容存档于2020-12-18） （法语）.
9. 1 2  . linternaute.fr.   [2020-05-01]. （原始内容存档于2020-12-13） （法语）.
10. ↑  , 2017-12-27, OL 1154004A, Wikidata Q156616
11. ↑  , 法国国家统计与经济研究所, 2018-12-27, Wikidata Q63330390, （原始内容存档于4 January 2019） （法语）
12. ↑  . 法国国家统计与经济研究所.   [2021年6月4日].
13. 1 2 3  . linternaute.com.   [2020-05-01]. （原始内容存档于2020-12-13） （法语）.
14. 1 2 3  . linternaute.com.   [2020-05-01]. （原始内容存档于2020-12-13） （法语）.